# Biserica fortificată din Nou

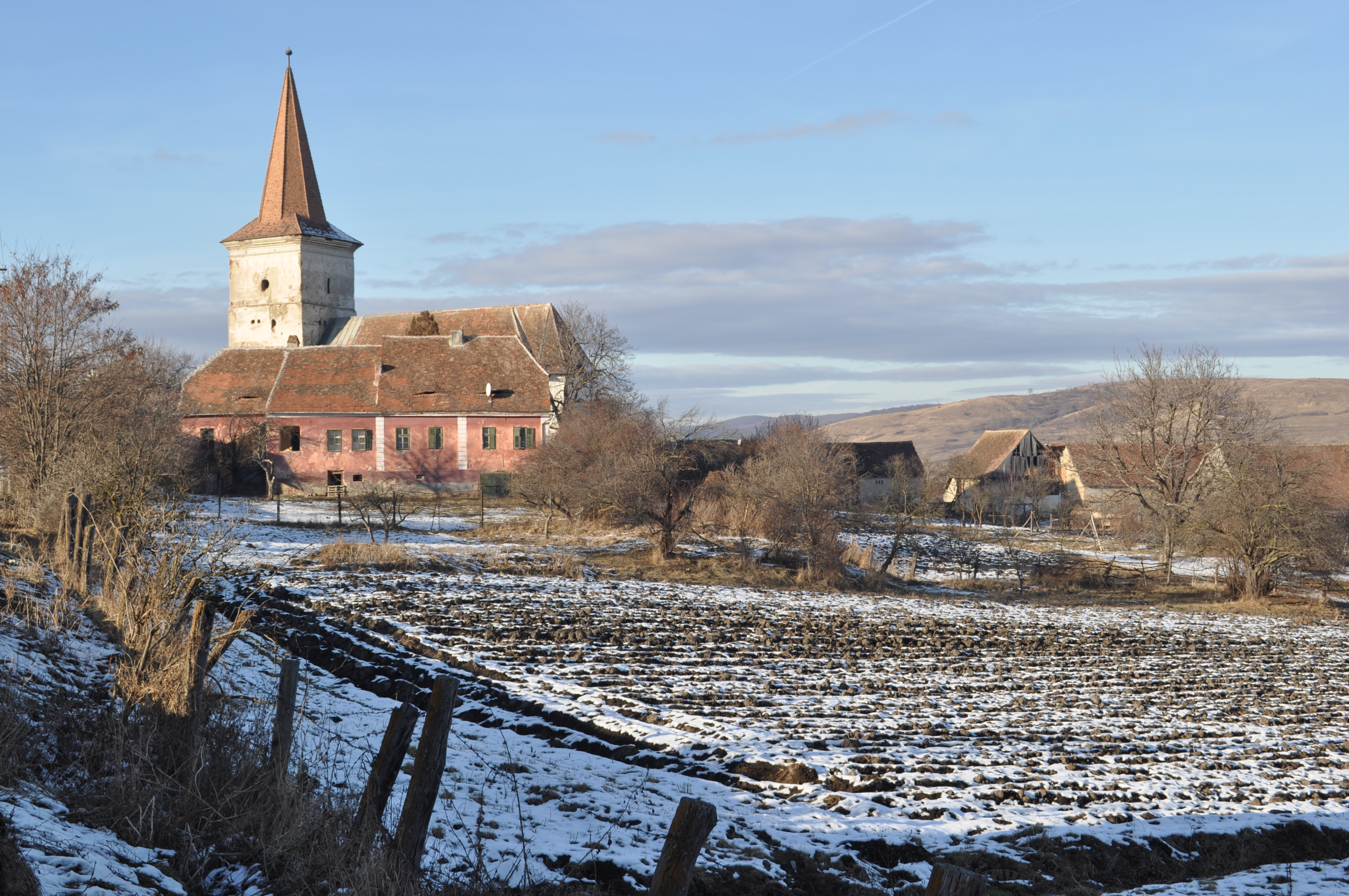
Biserica evanghelică fortificată din Nou, județul Sibiu, foto: ianuarie 2012.

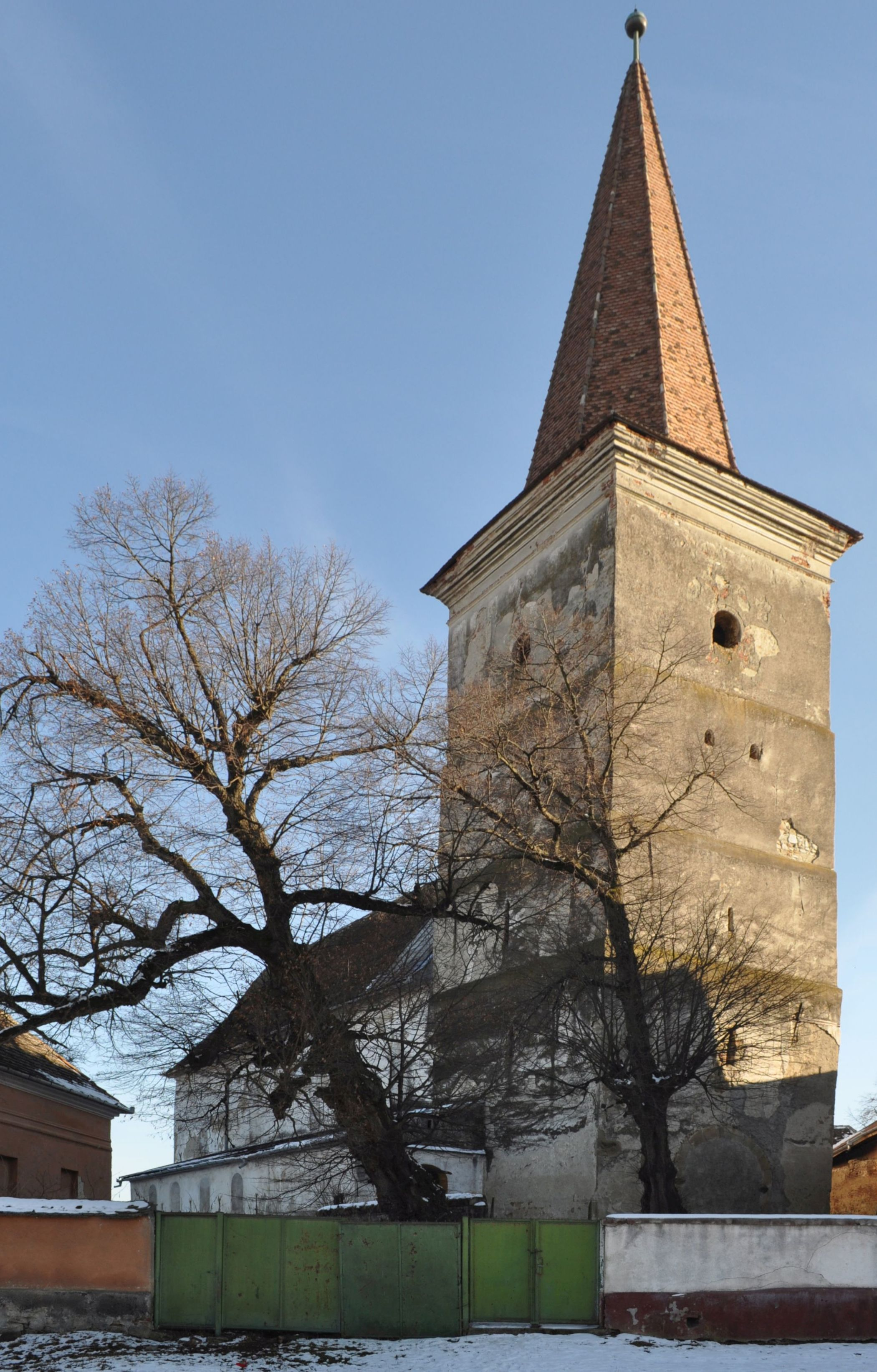
Biserica evanghelică fortificată din Nou, județul Sibiu, foto: ianuarie 2012.

Biserica evanghelică fortificată din Nou, județul Sibiu, a fost construită ca biserică romano-catolică în secolul al XIII-lea, cu hramul Sfântul Mihail. Figurează pe lista monumentelor istorice 2010, Cod LMI: cod LMI SB-II-a-A-12487, cu următoarele obiective:
- cod LMI SB-II-m-A-12487.01 - Biserica evanghelică fortificată, mijlocul secolului al XIII-lea, 1520 - 1525;
- cod LMI SB-II-m-A-12487.02 - Incintă fortificată (fragment), cu turn de poartă, secolul al XVI-lea.

## Localitatea
Nou, fost Noul Săsesc (în dialectul săsesc Noenderf, în germană Neudorf, în maghiară Szászújfalu, Újfalu) este un sat în comuna Roșia din județul Sibiu, Transilvania, România. Prima atestare documentară a satului datează din anul 1322, cu denumirea Uyfalu.

## Istoric și trăsături
Este o fostă bazilică romanică din secolul al XIII-lea, cu un turn în partea de vest, trei nave, cor urmat de absidă. Pe la începutul secolului XV a fost fortificată, fiind supraînălțate atât navele, cât și corul cu absida. Din această perioadă datează și bolțile stelate ale navei. Pe fațada de vest se mai conservă două reliefuri romanice încastrate în zidărie. 
Alte modificări însemnate datează din perioada 1520-1525.

## Imagini din exterior

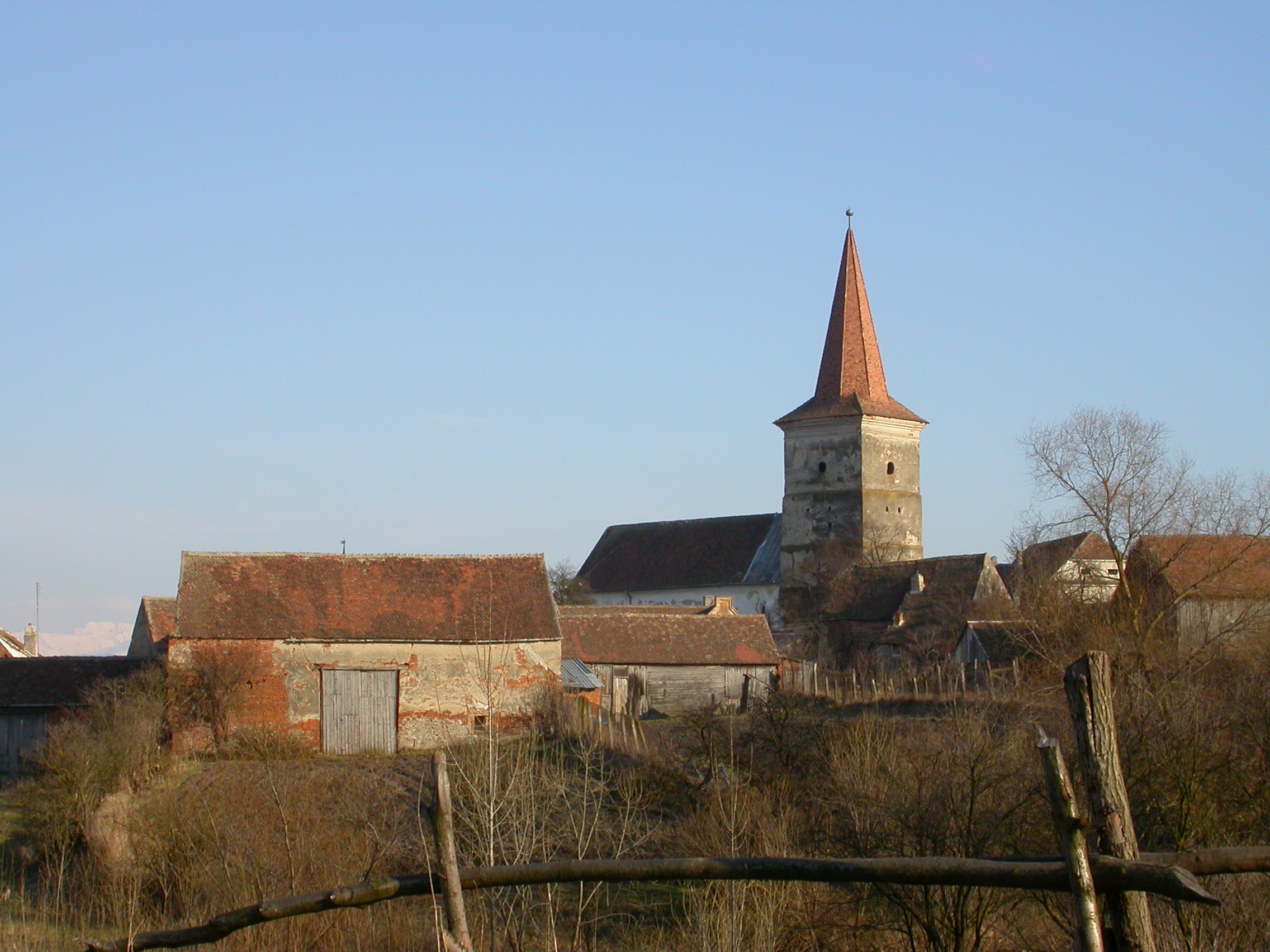
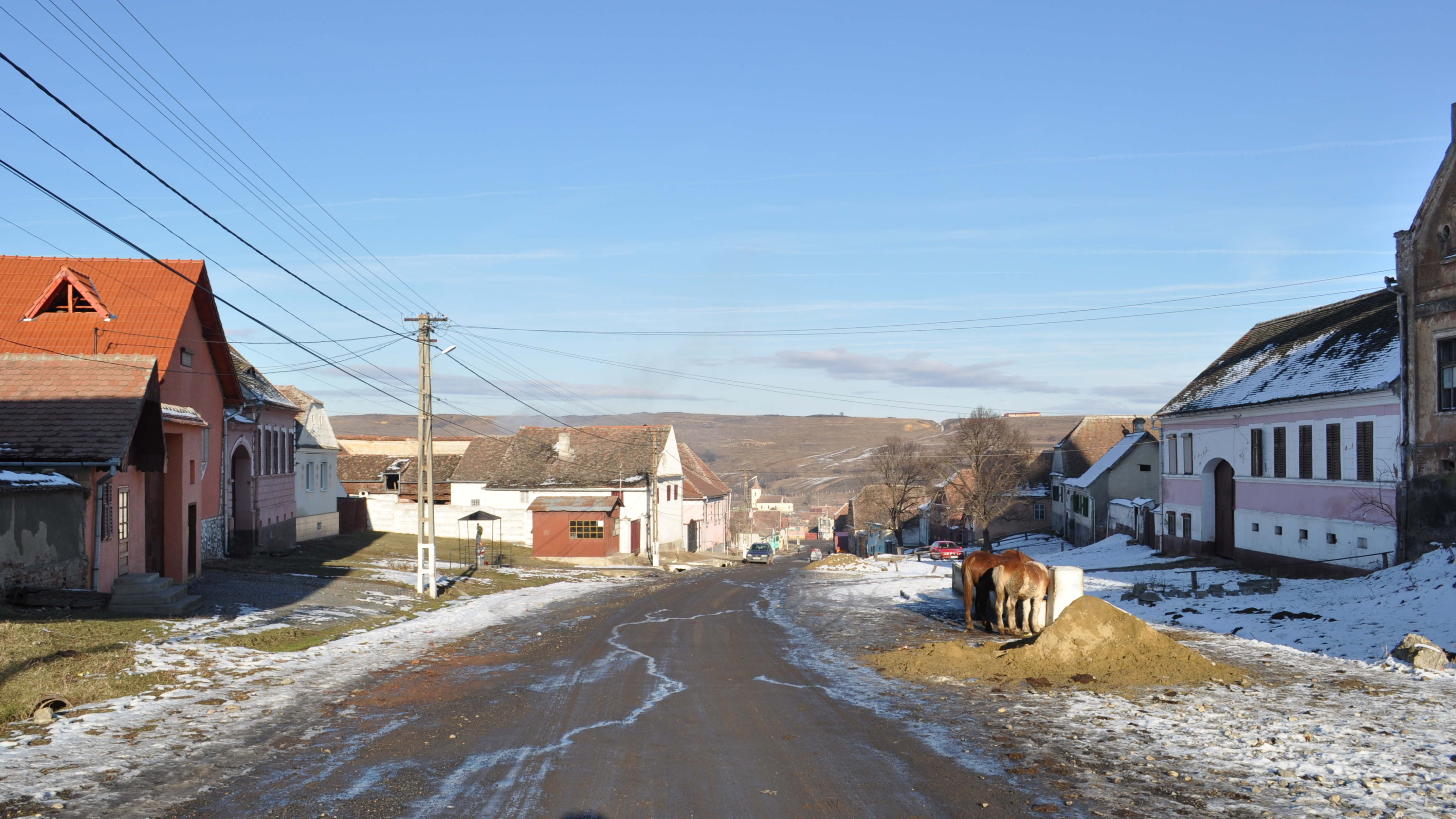
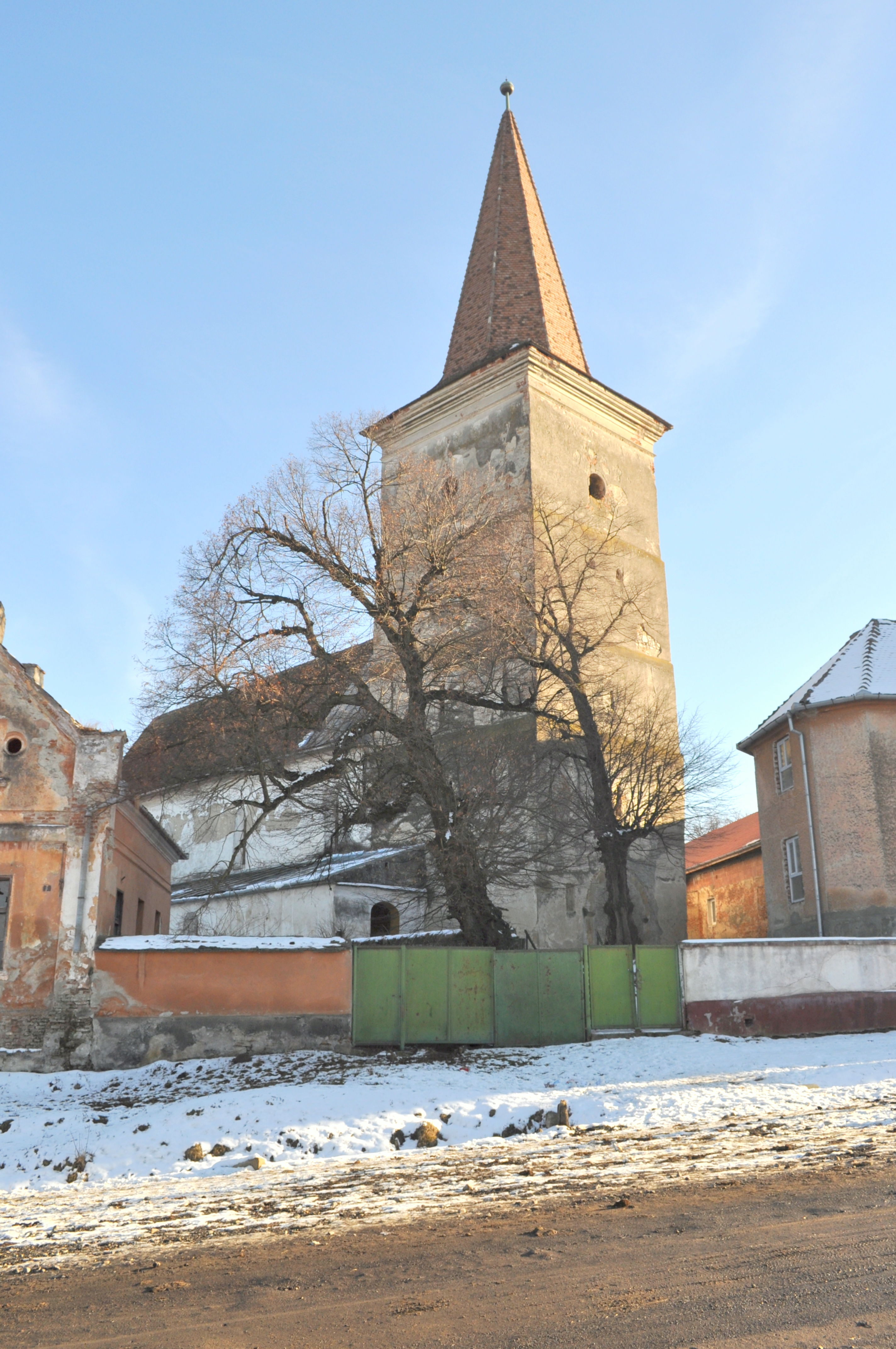
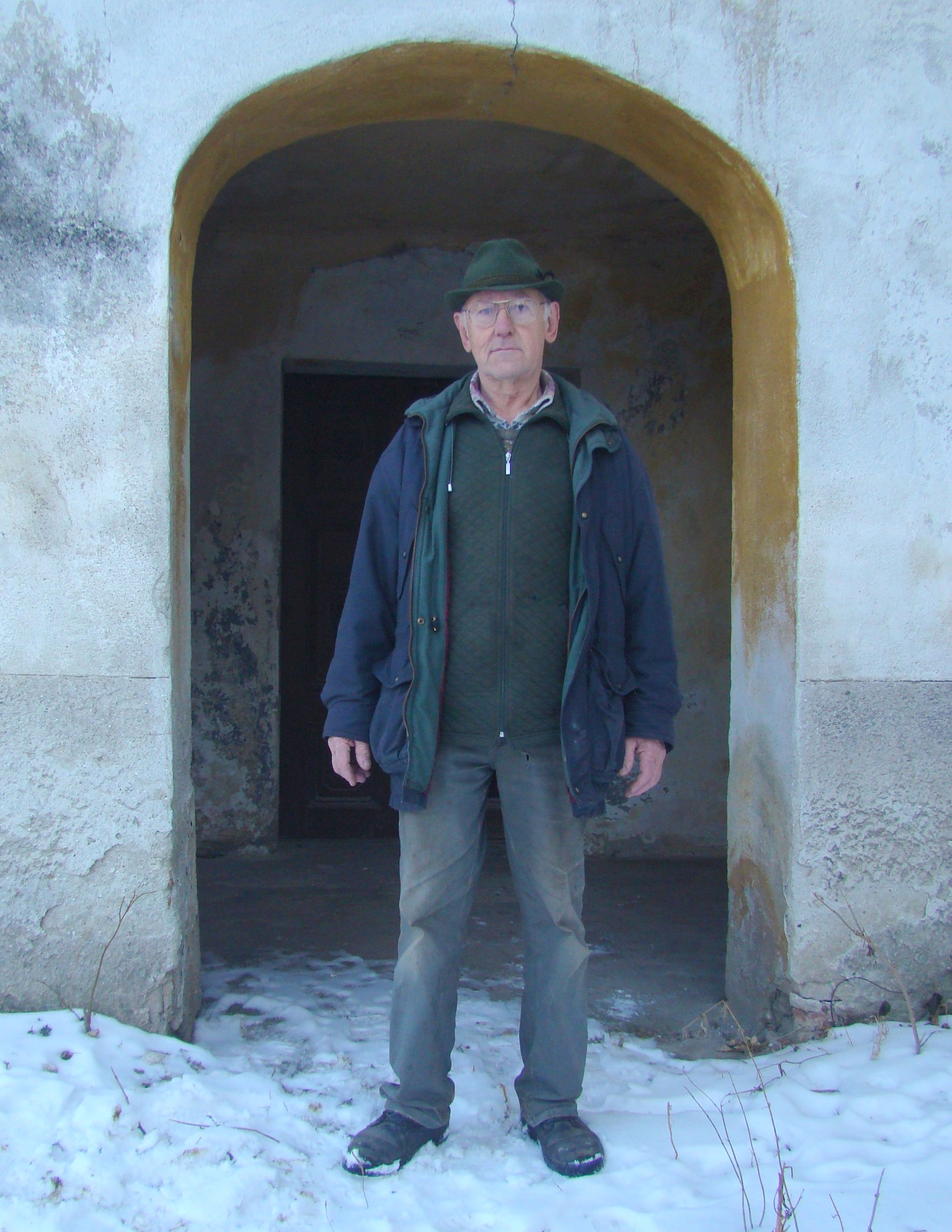
Hermann Schmidt, unul dintre puținii sași rămași în fostul Nou Săsesc și care are grijă de biserică
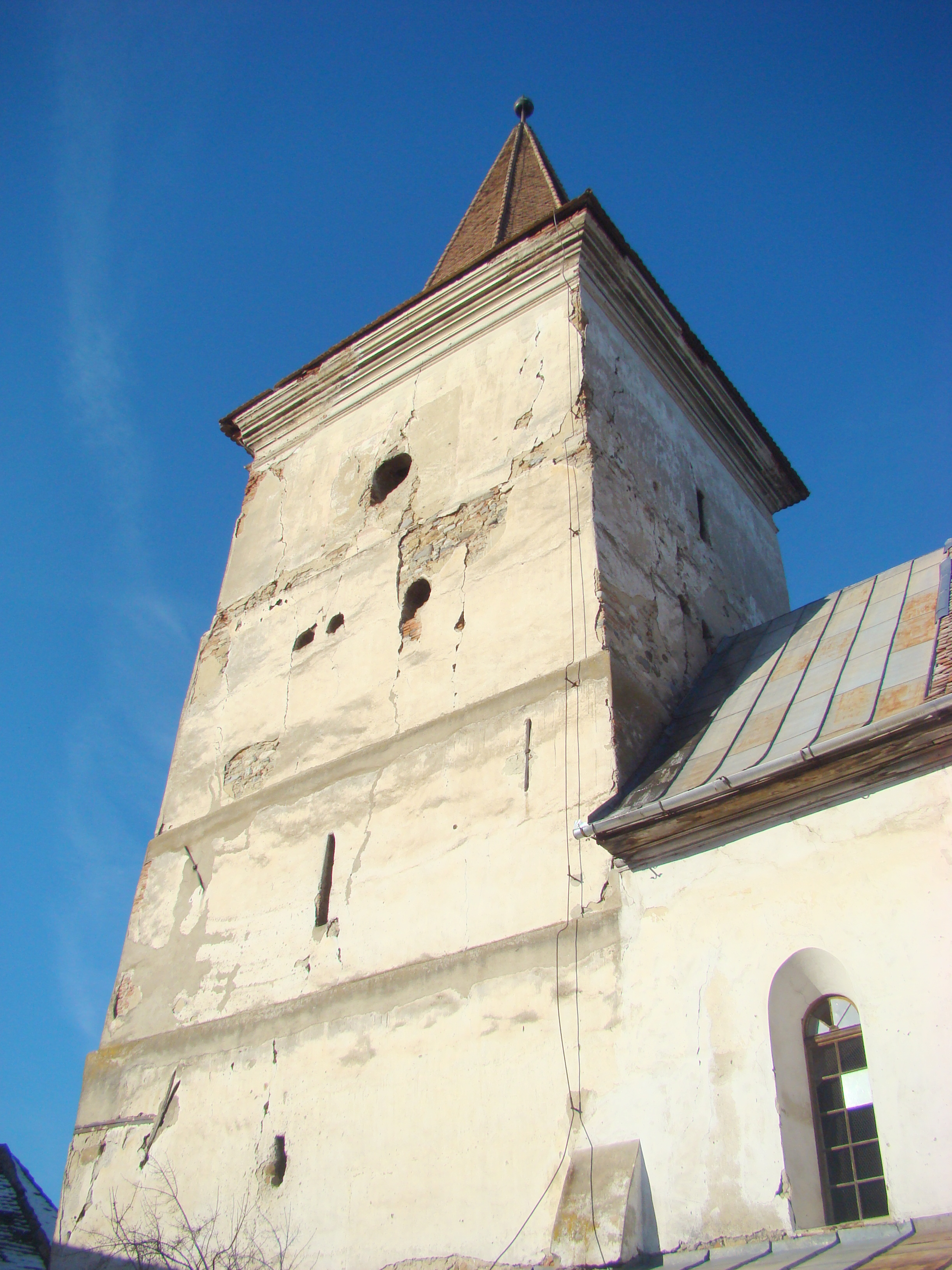
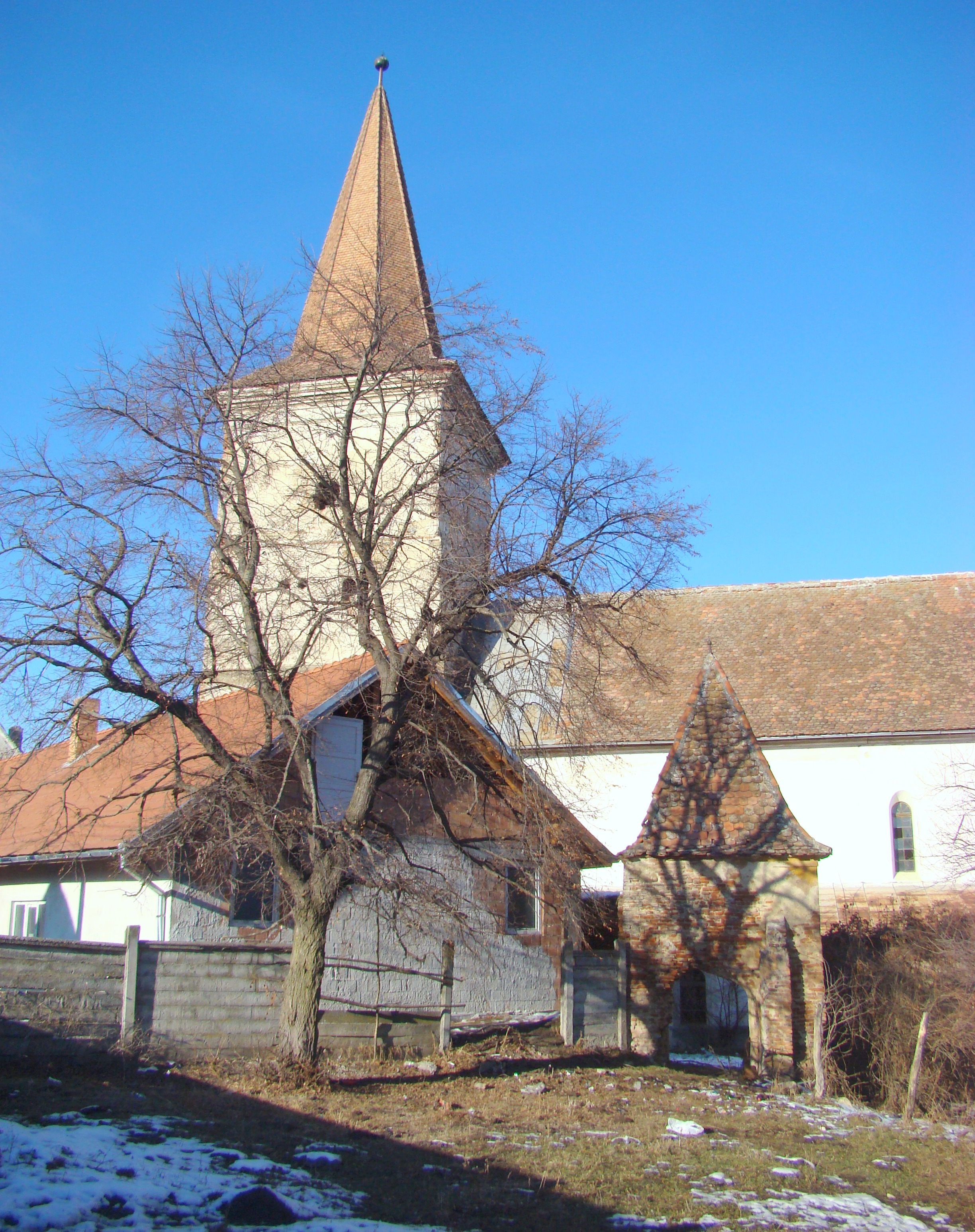
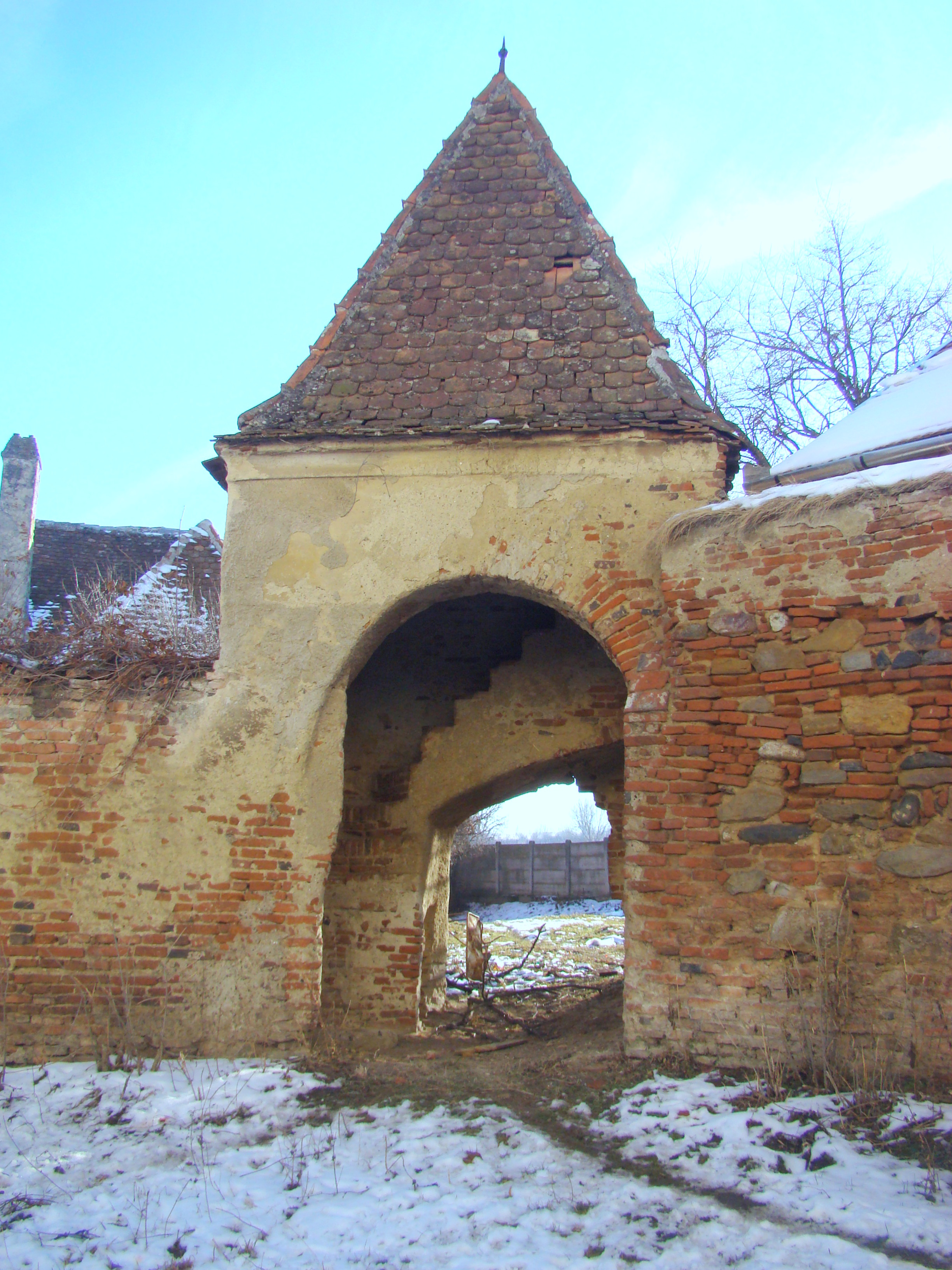
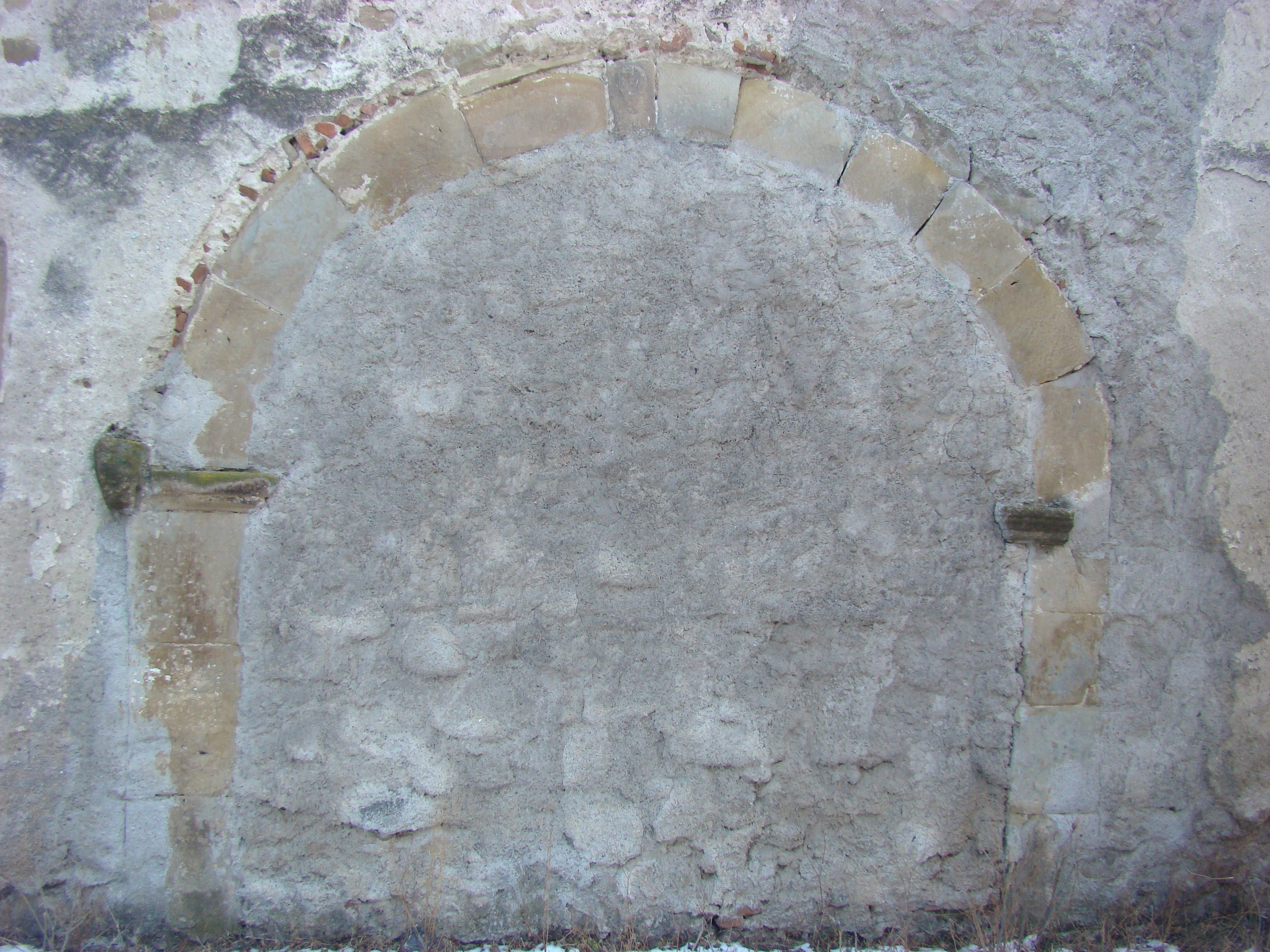
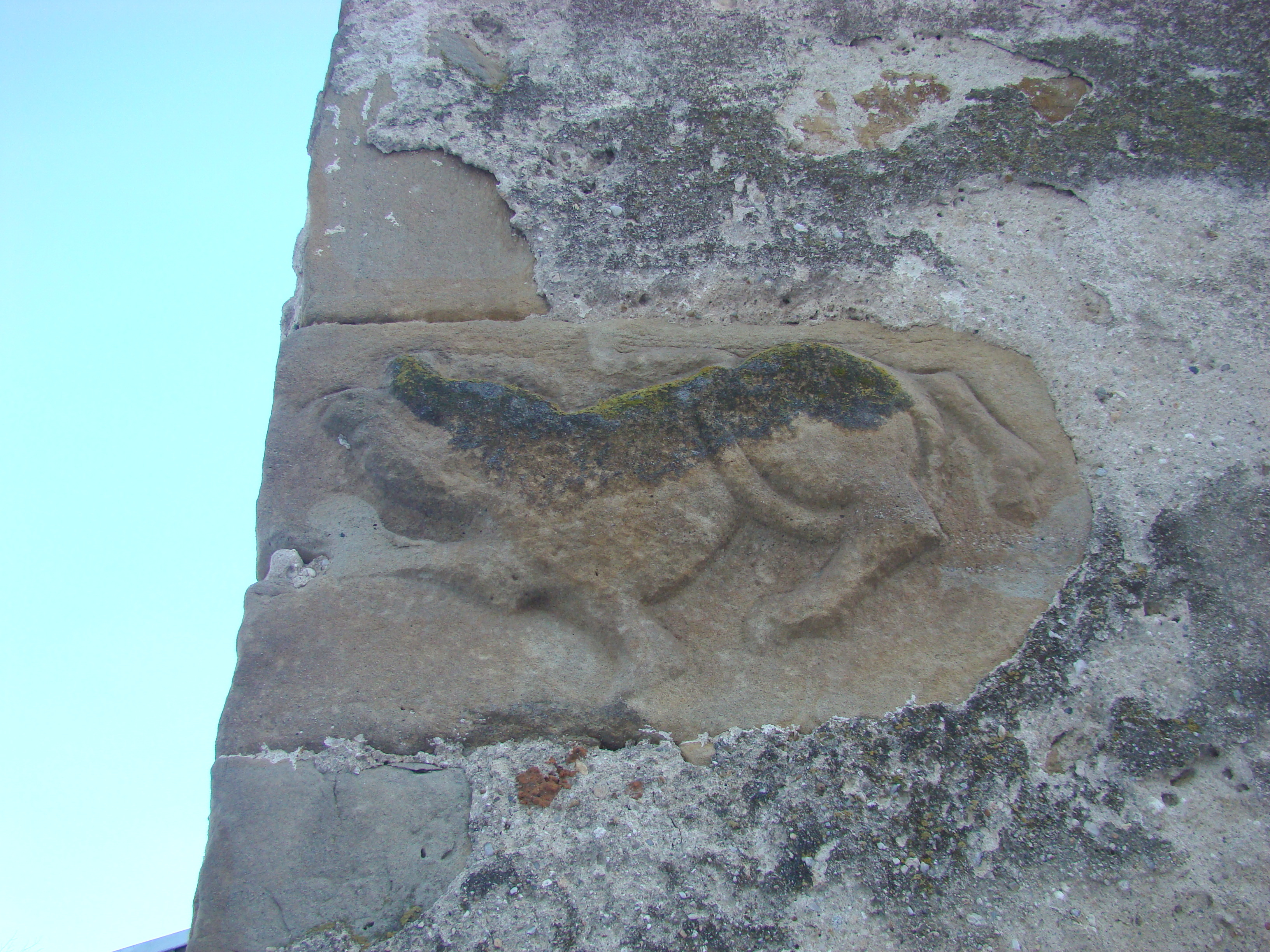
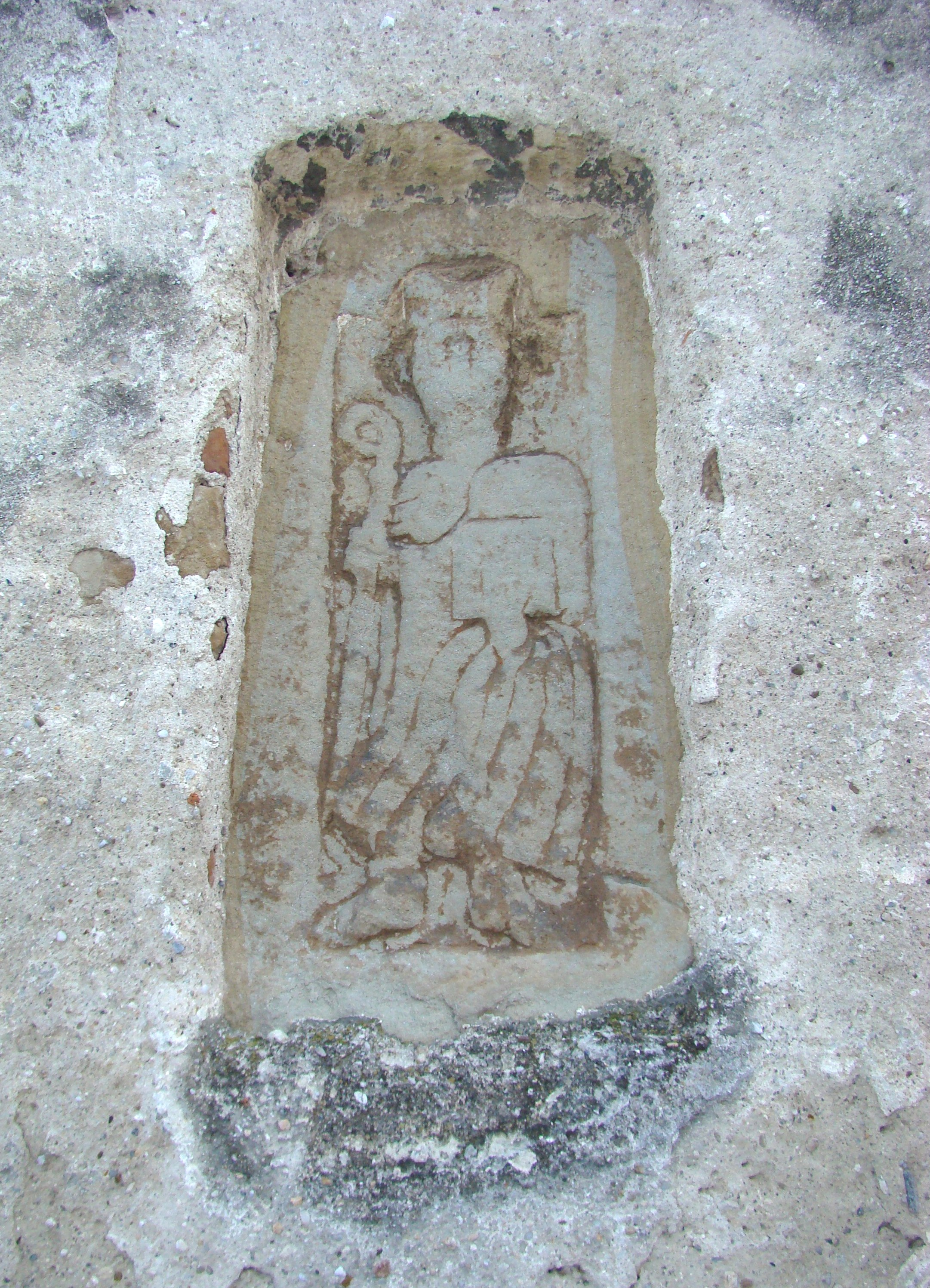
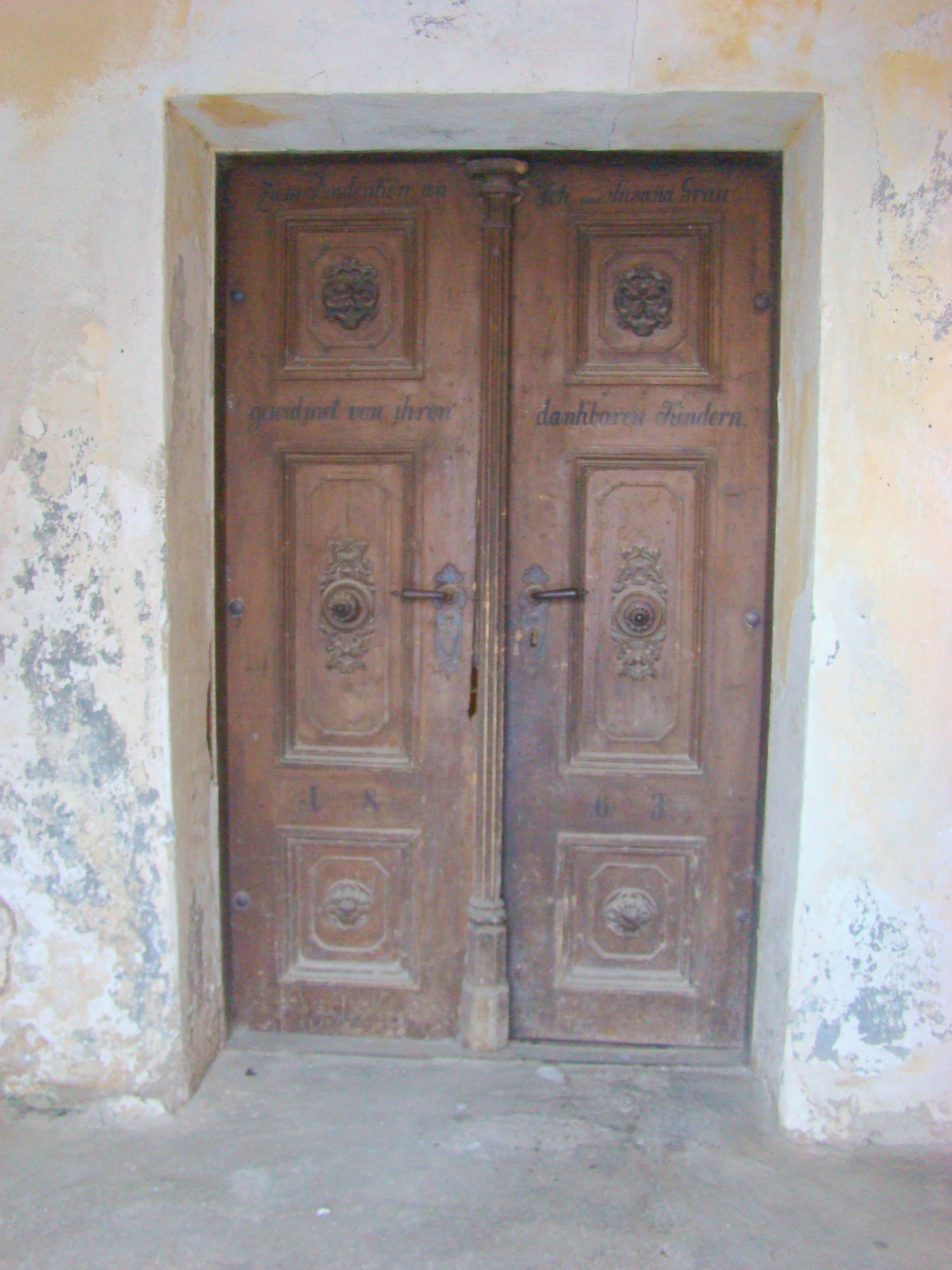
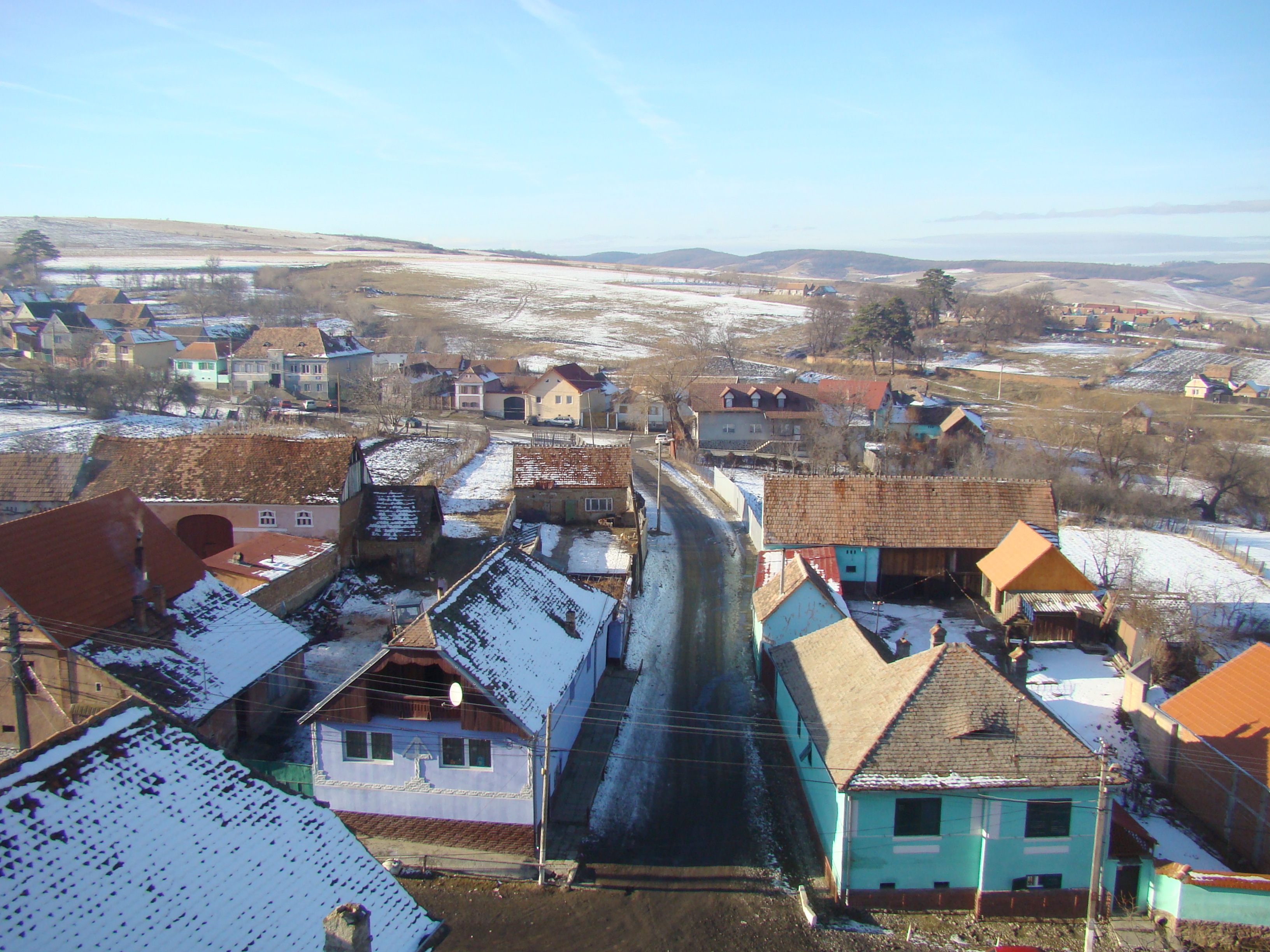
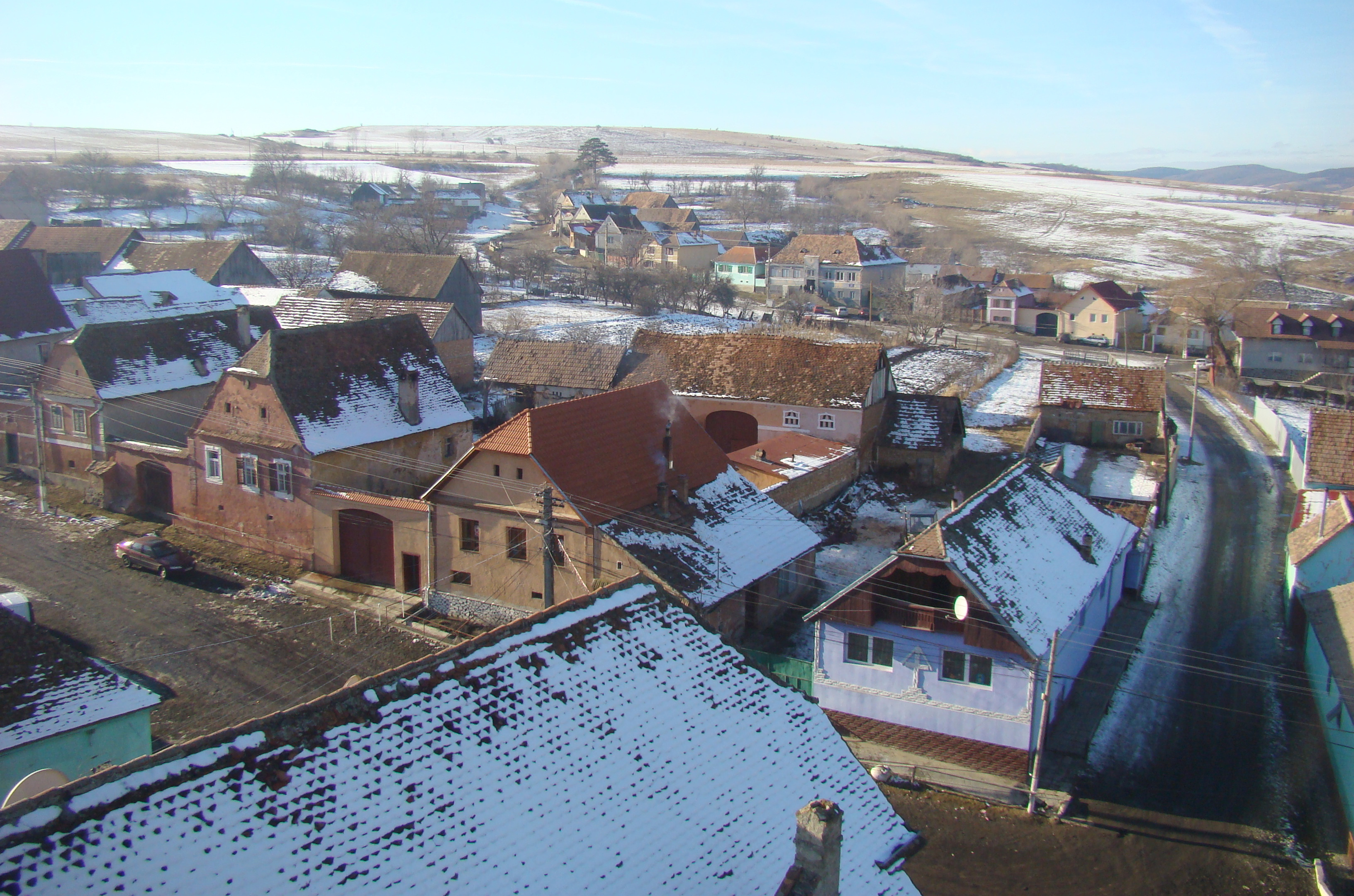
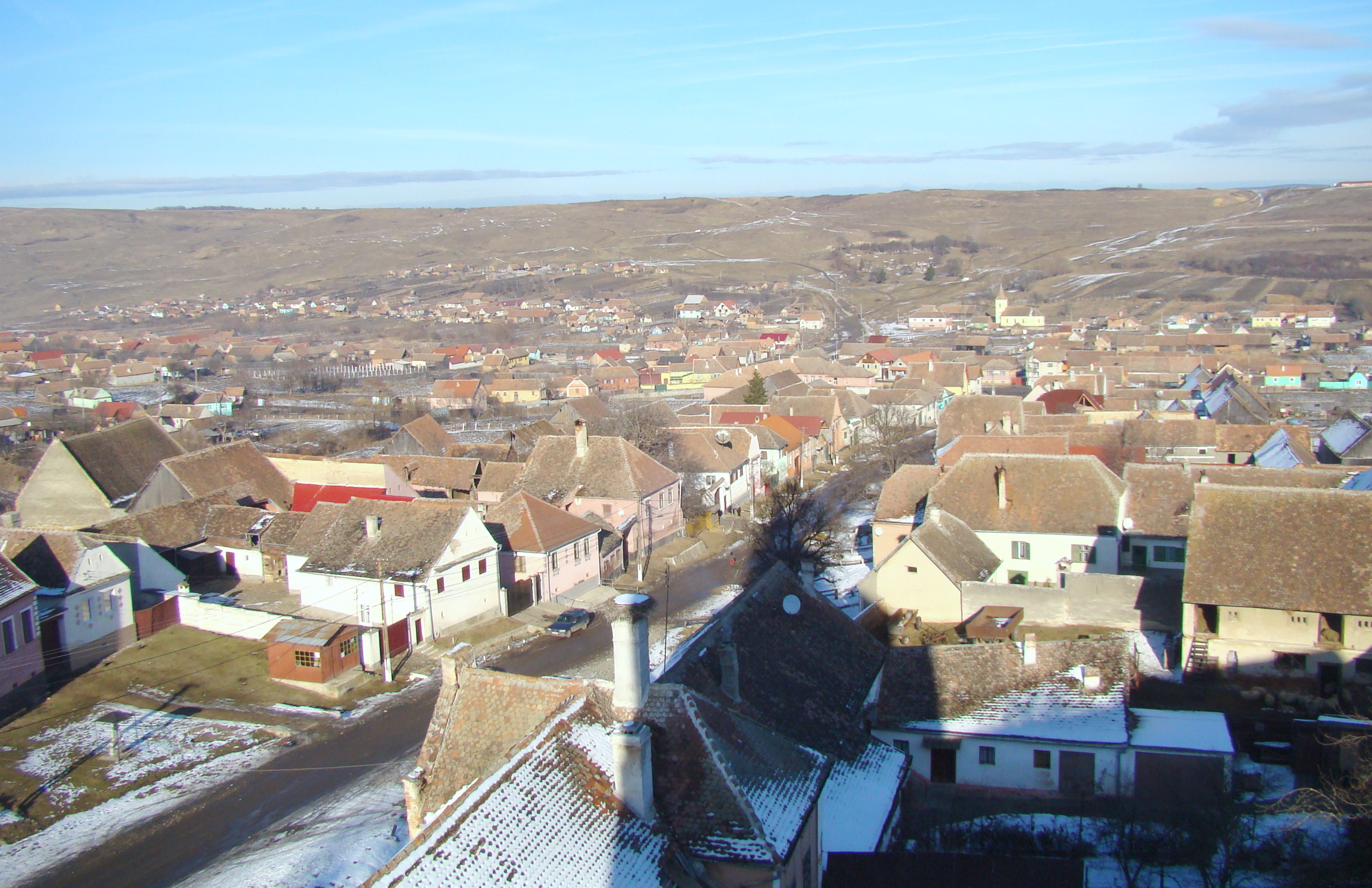
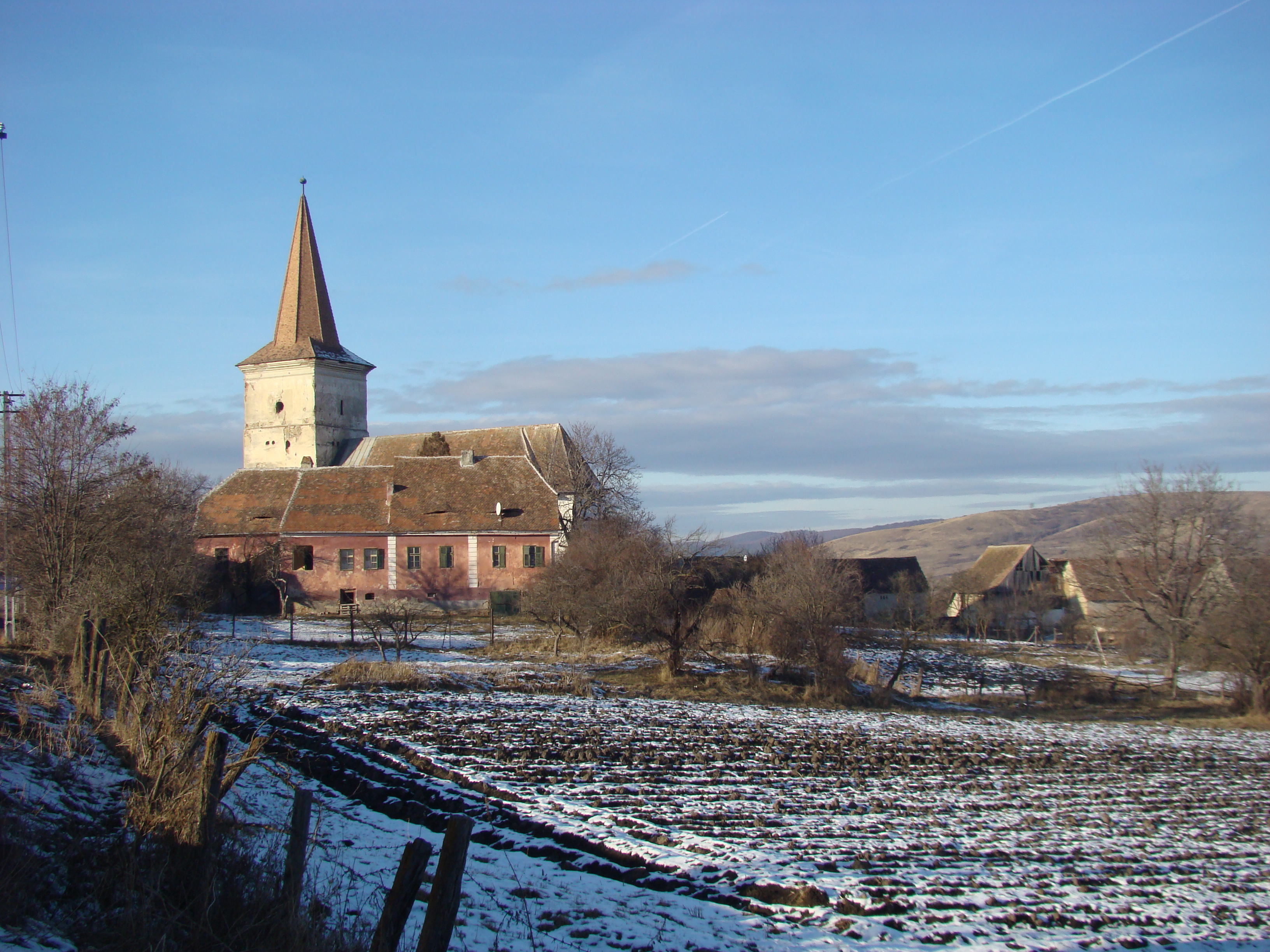

## Imagini din interior

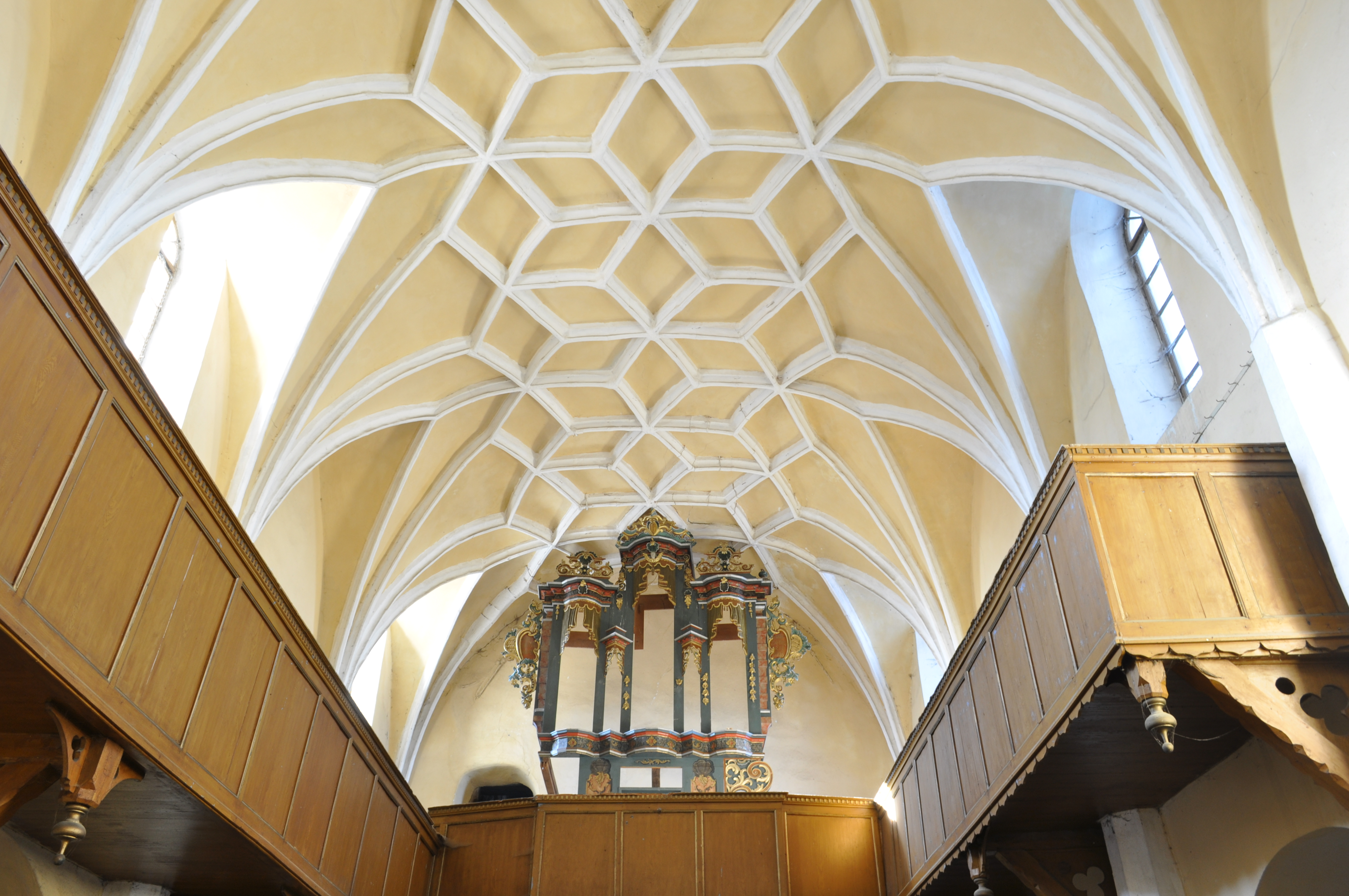
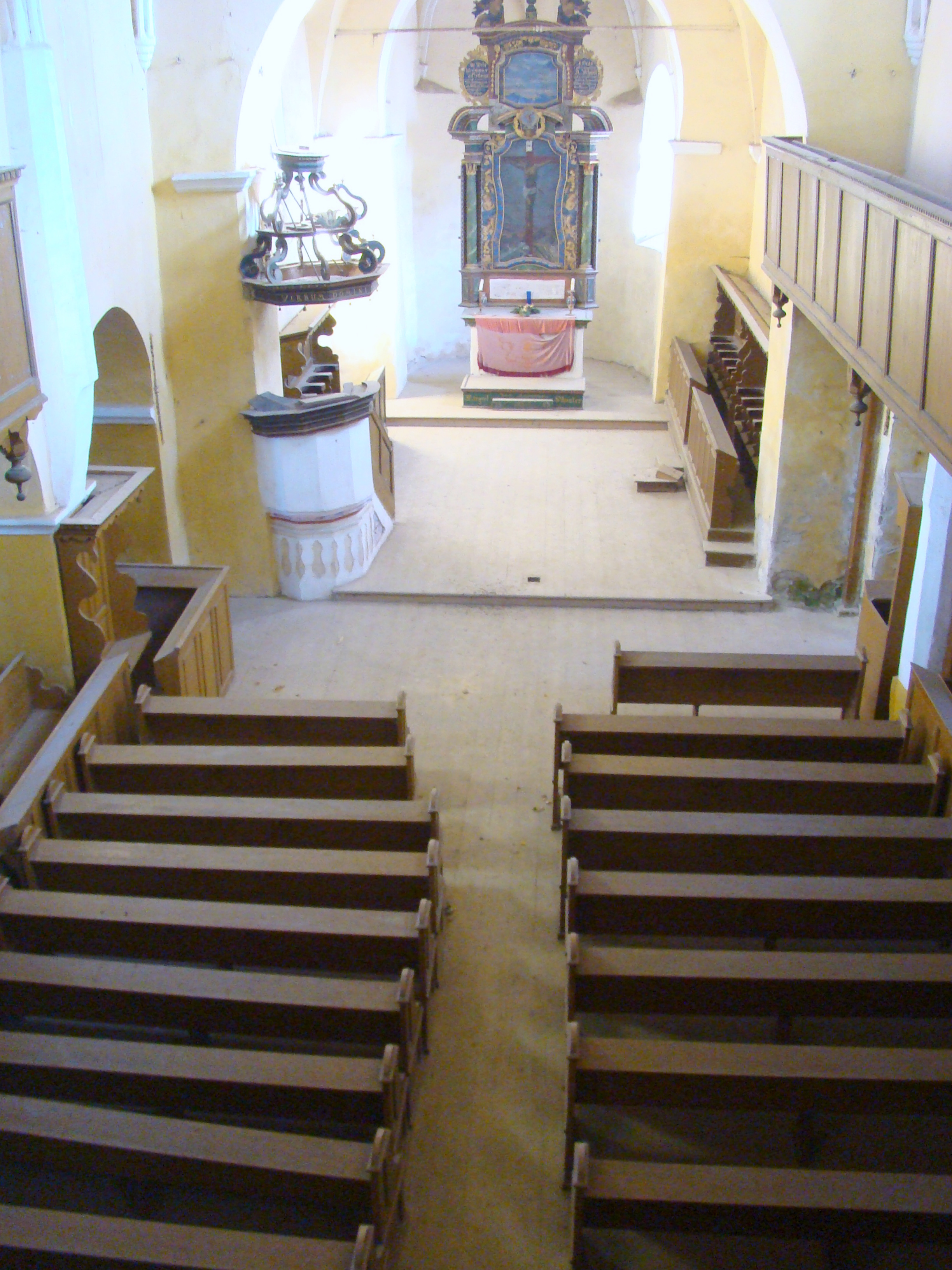
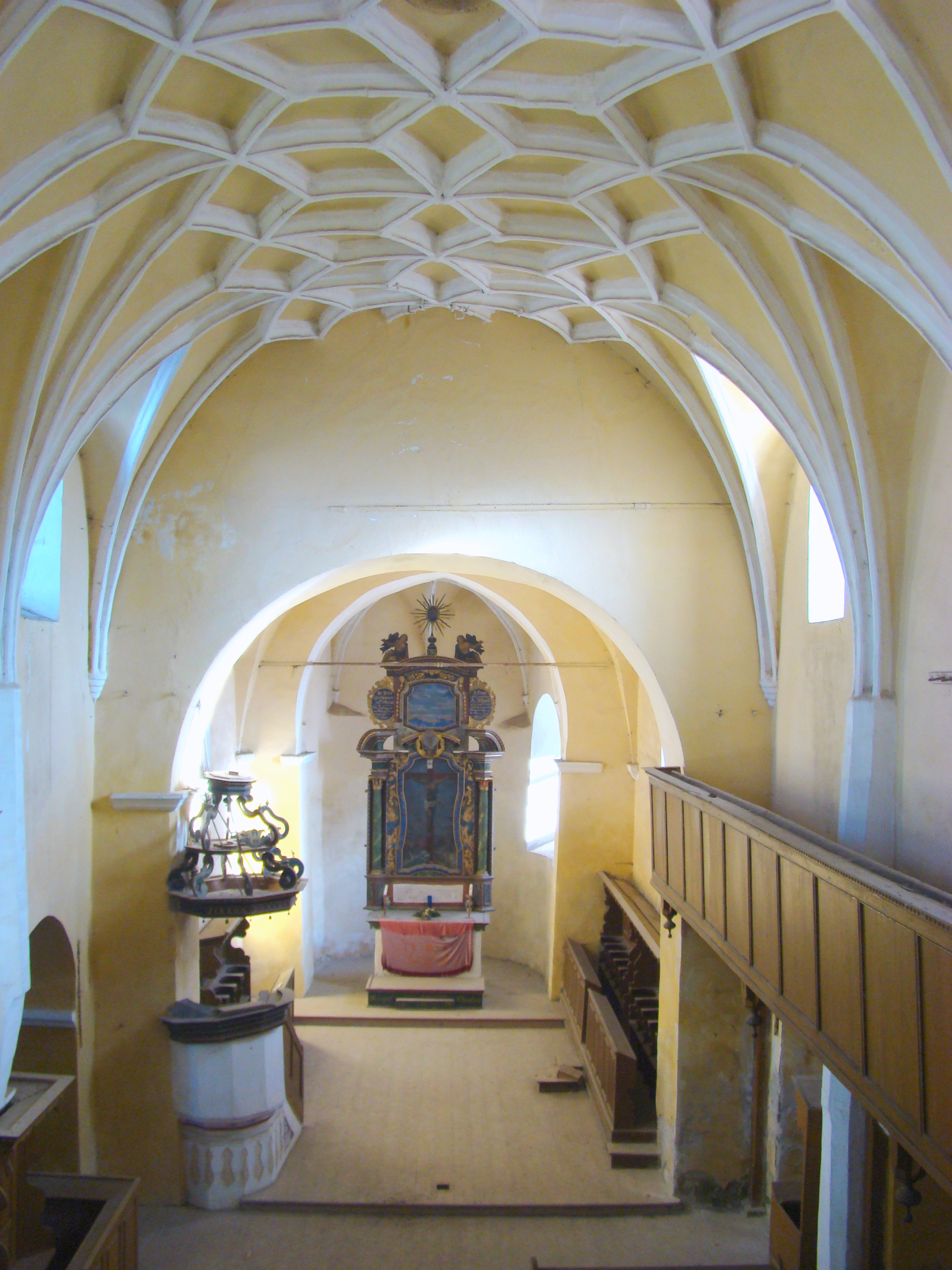
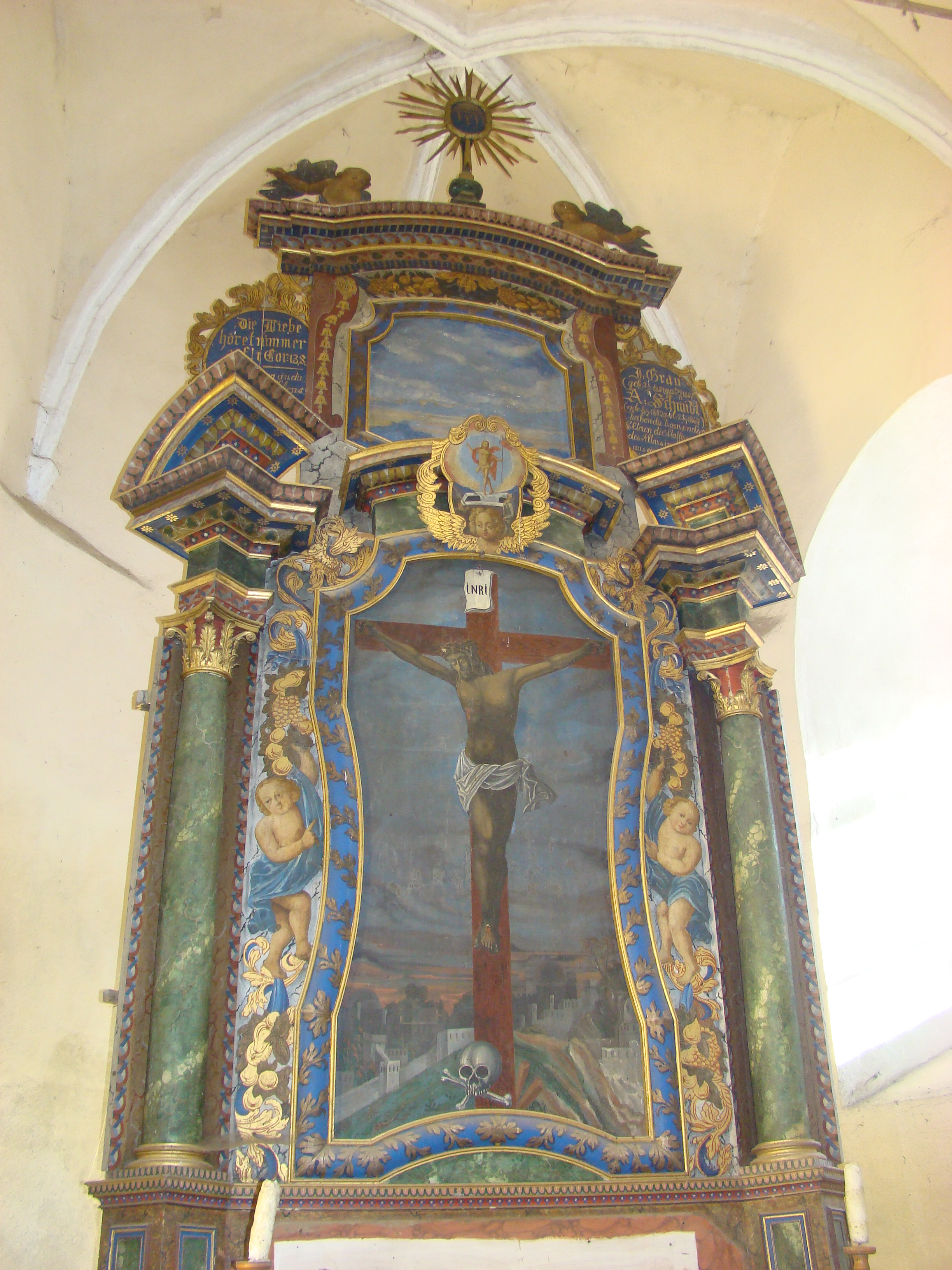
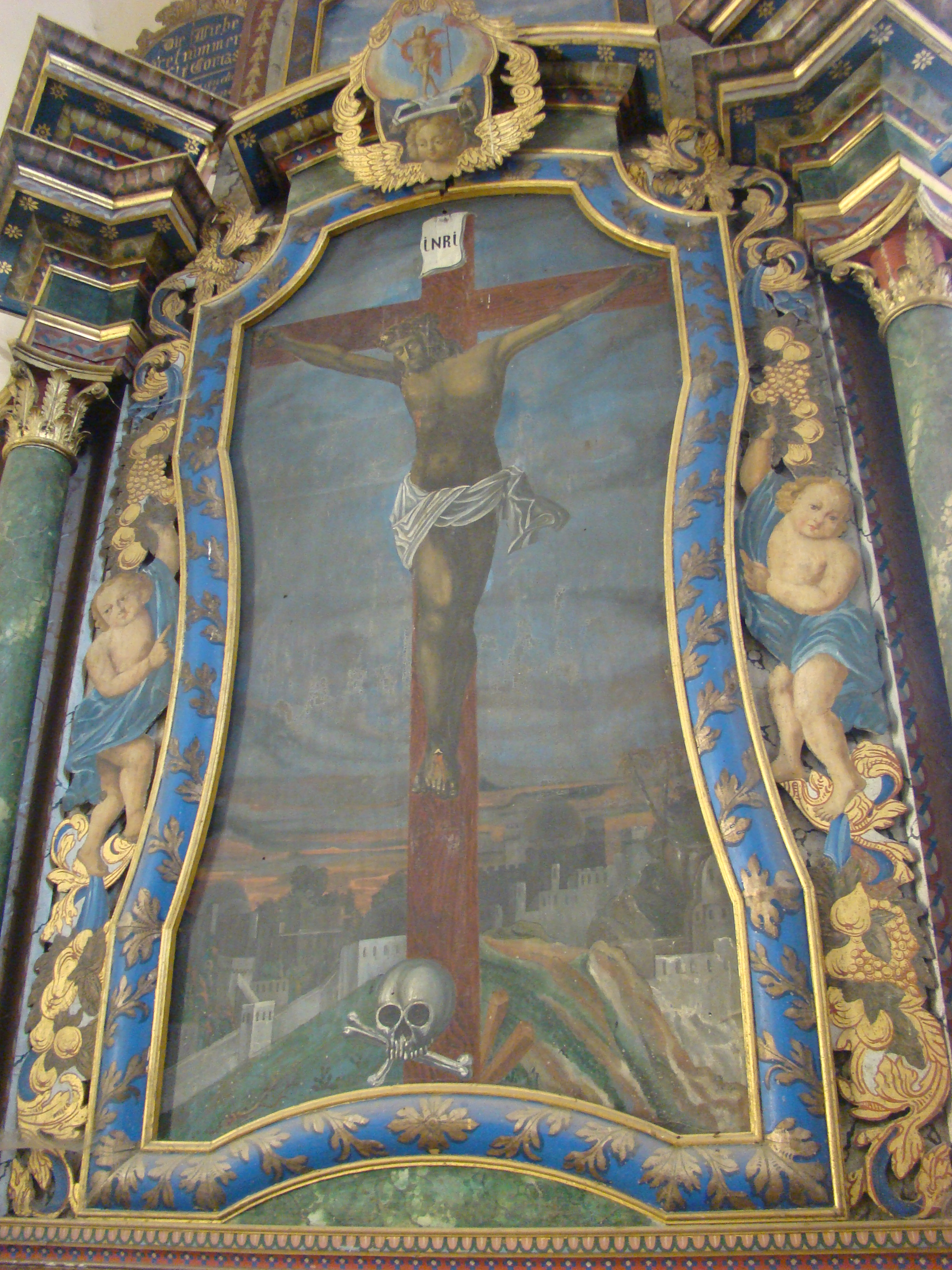
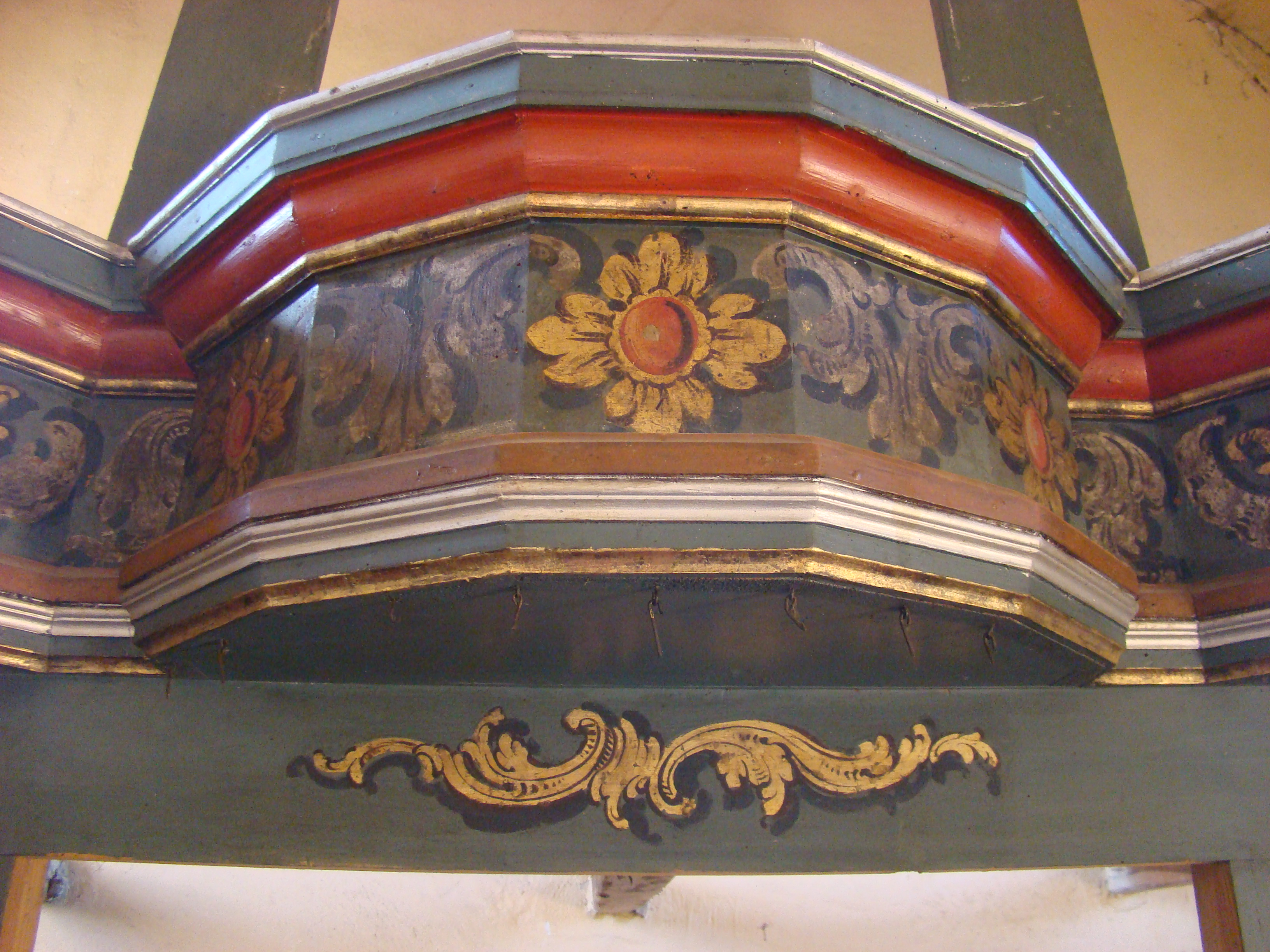
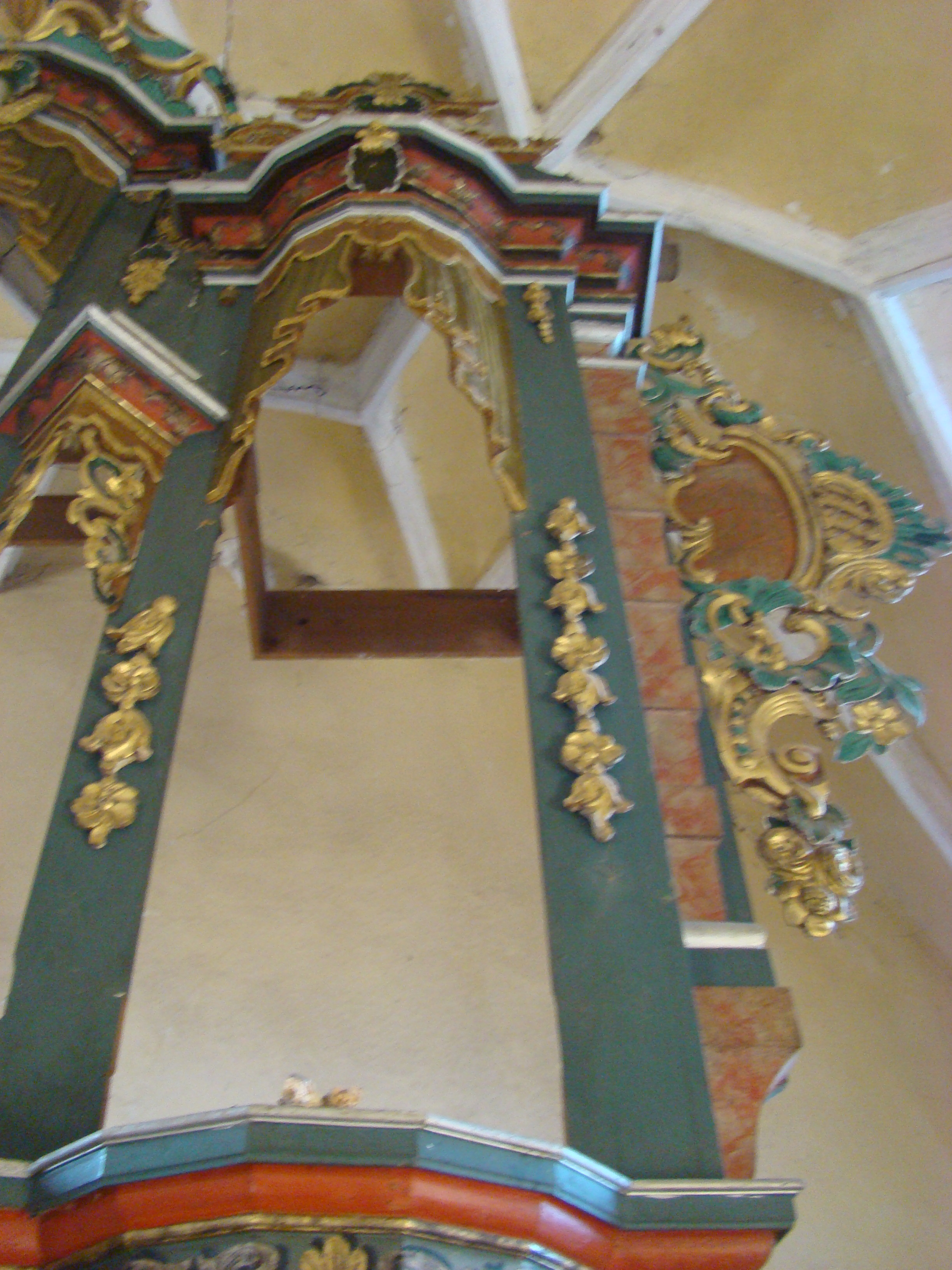
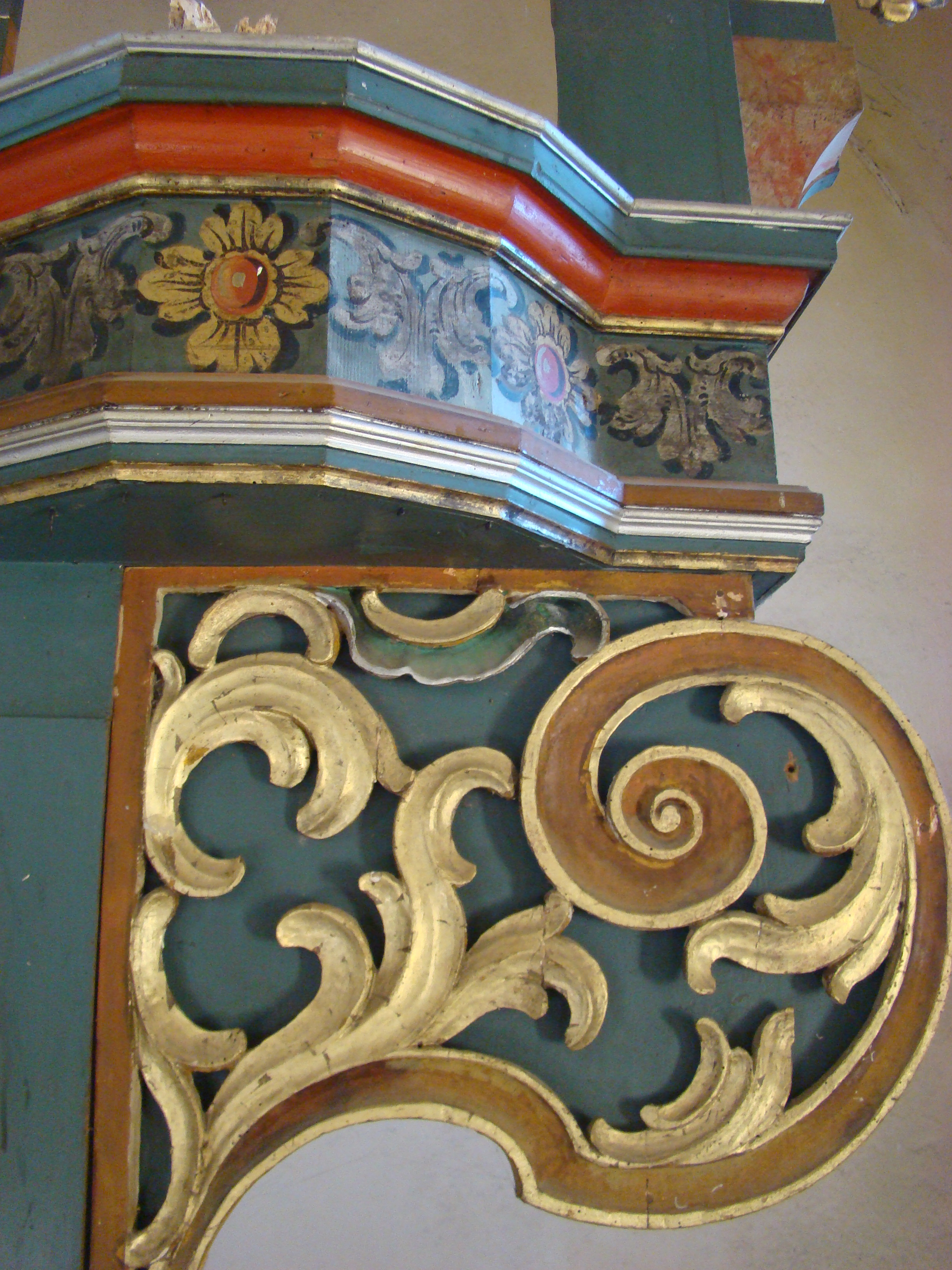
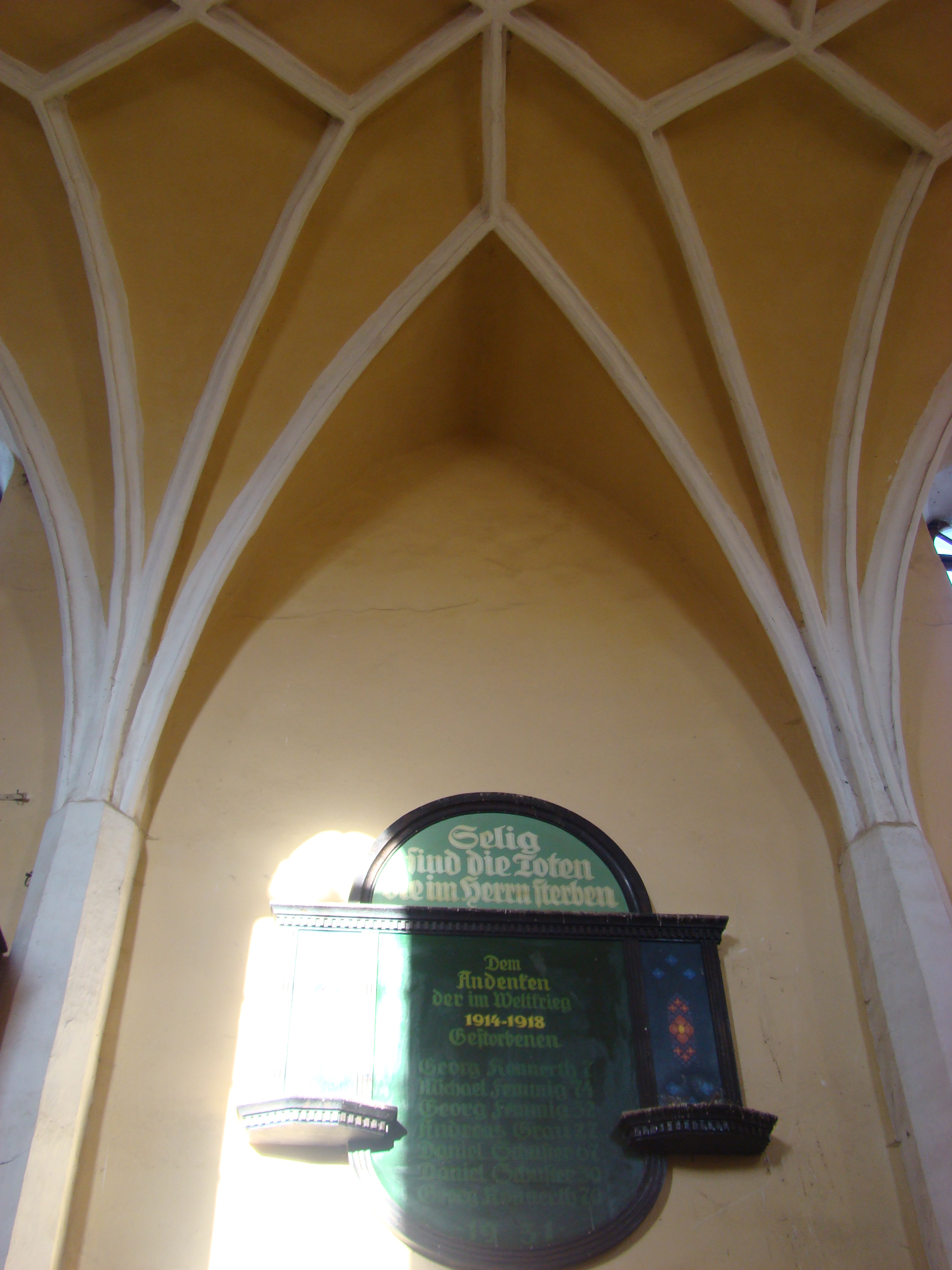
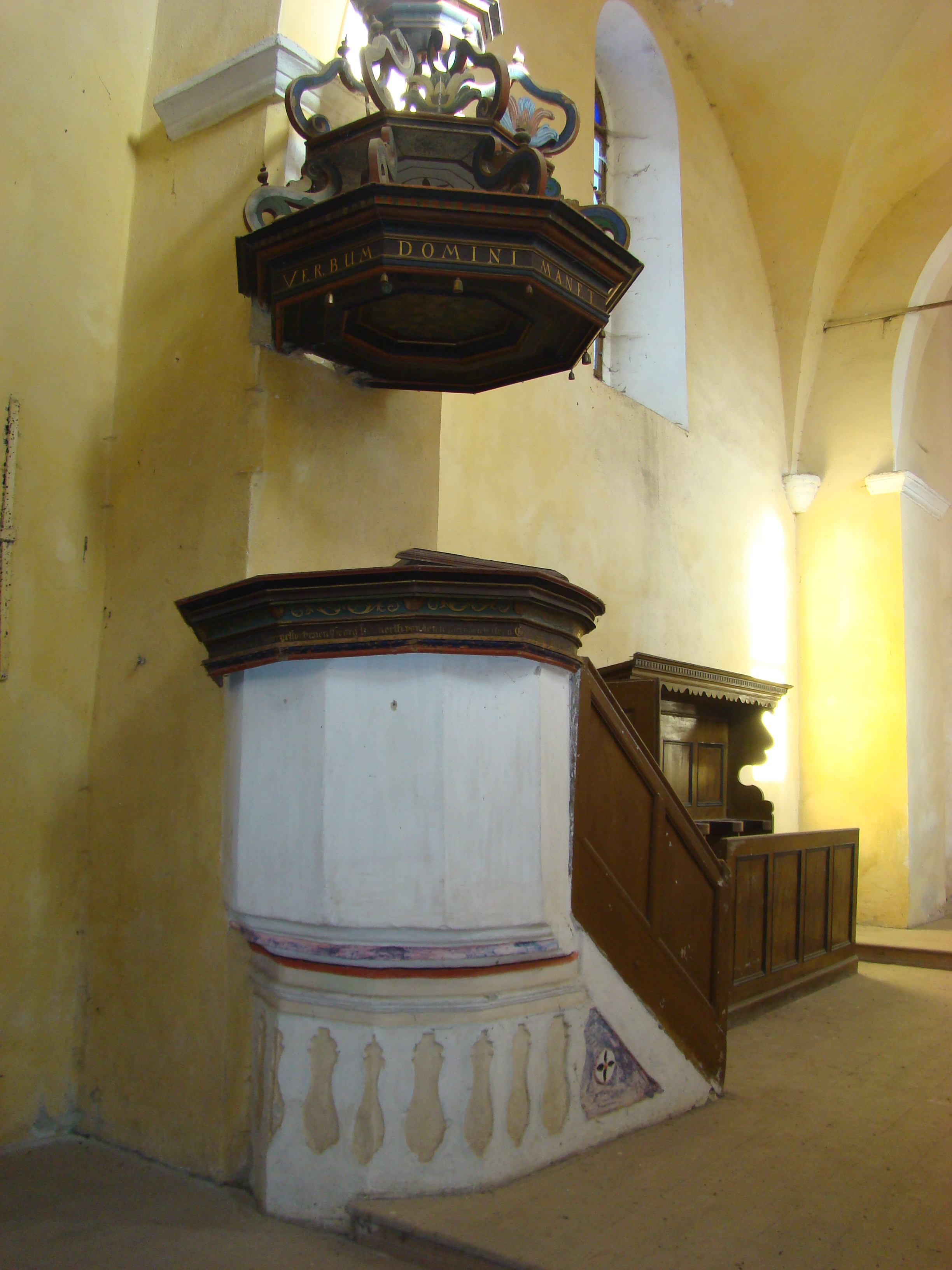
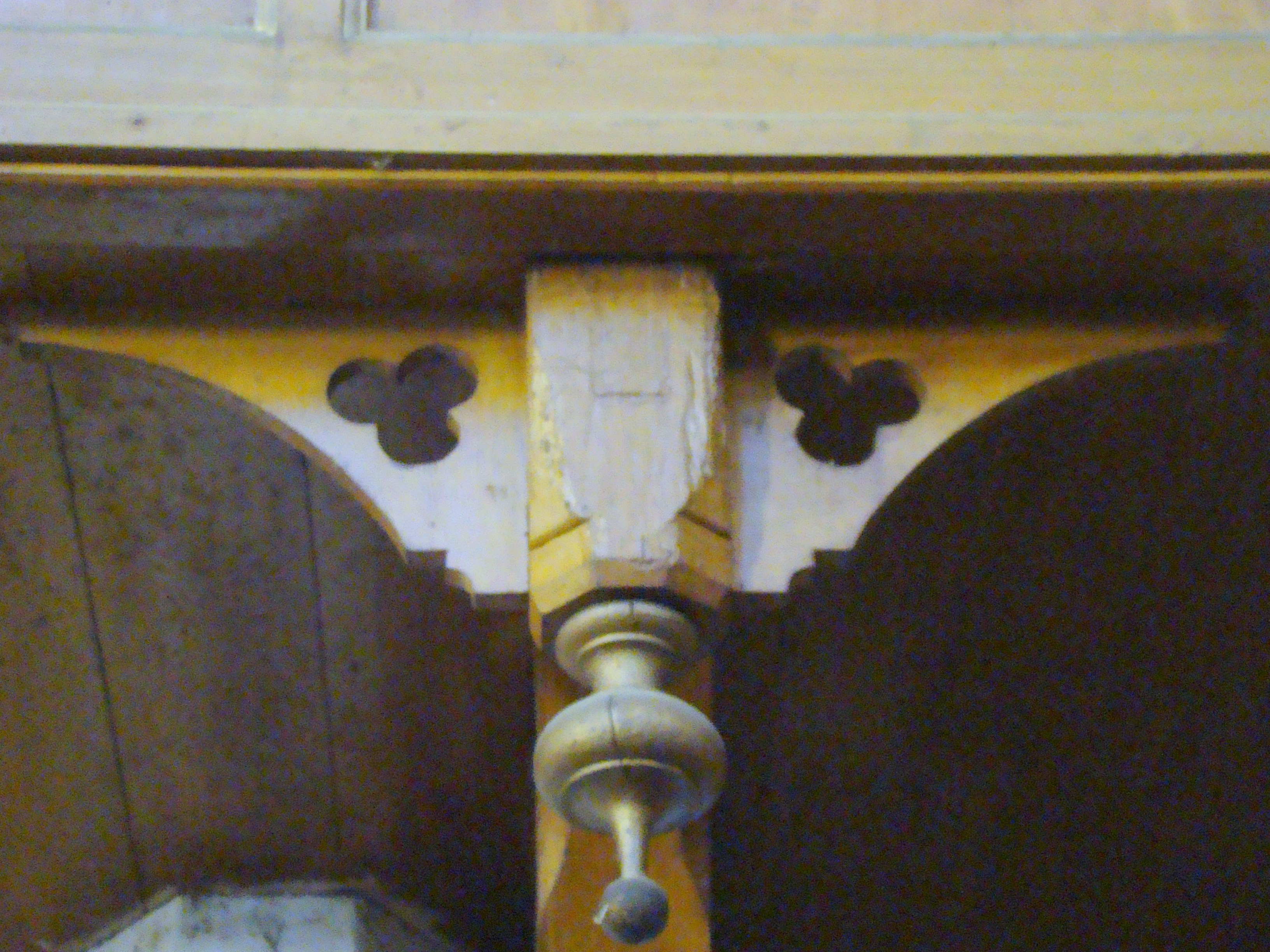
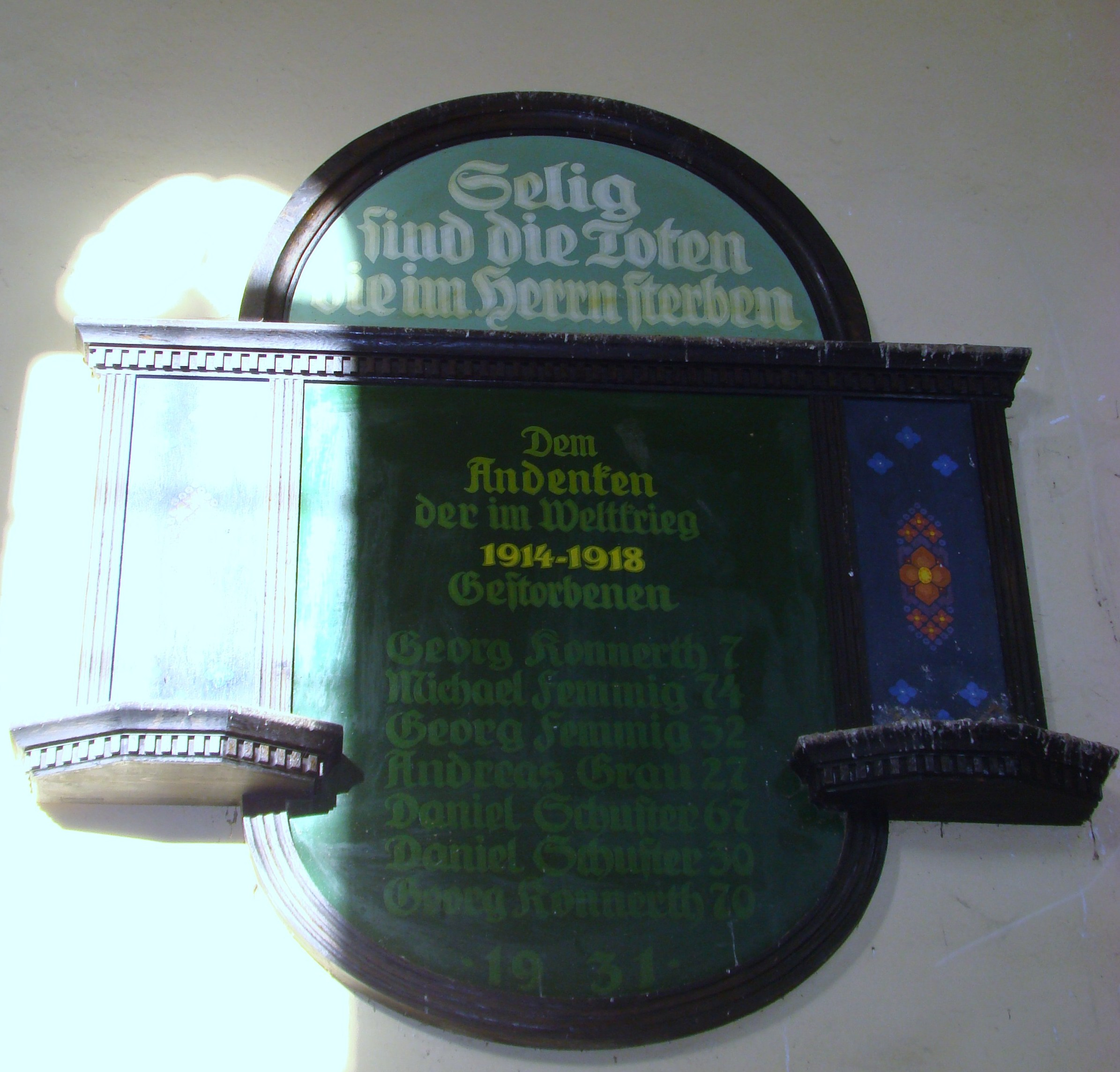
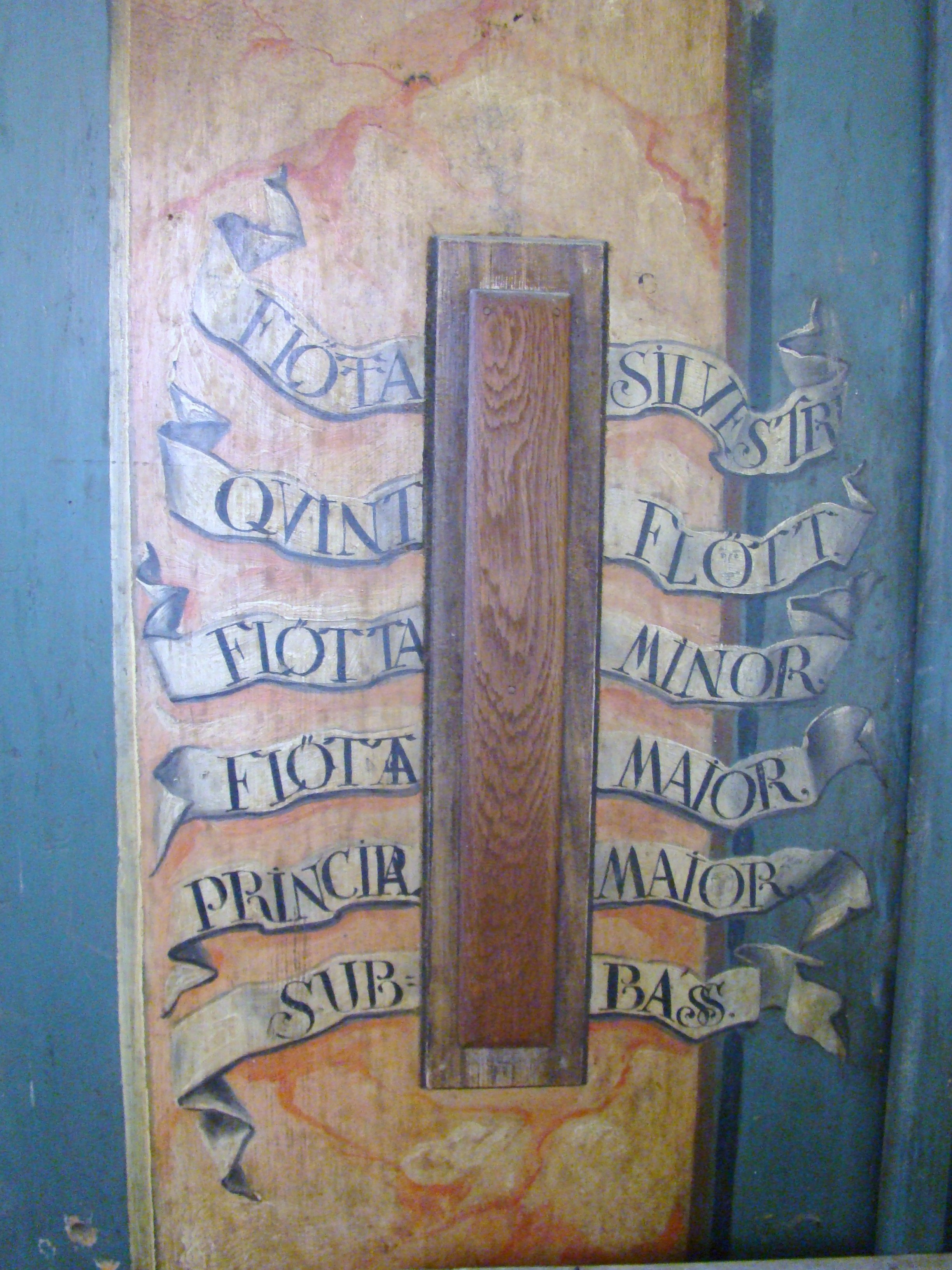
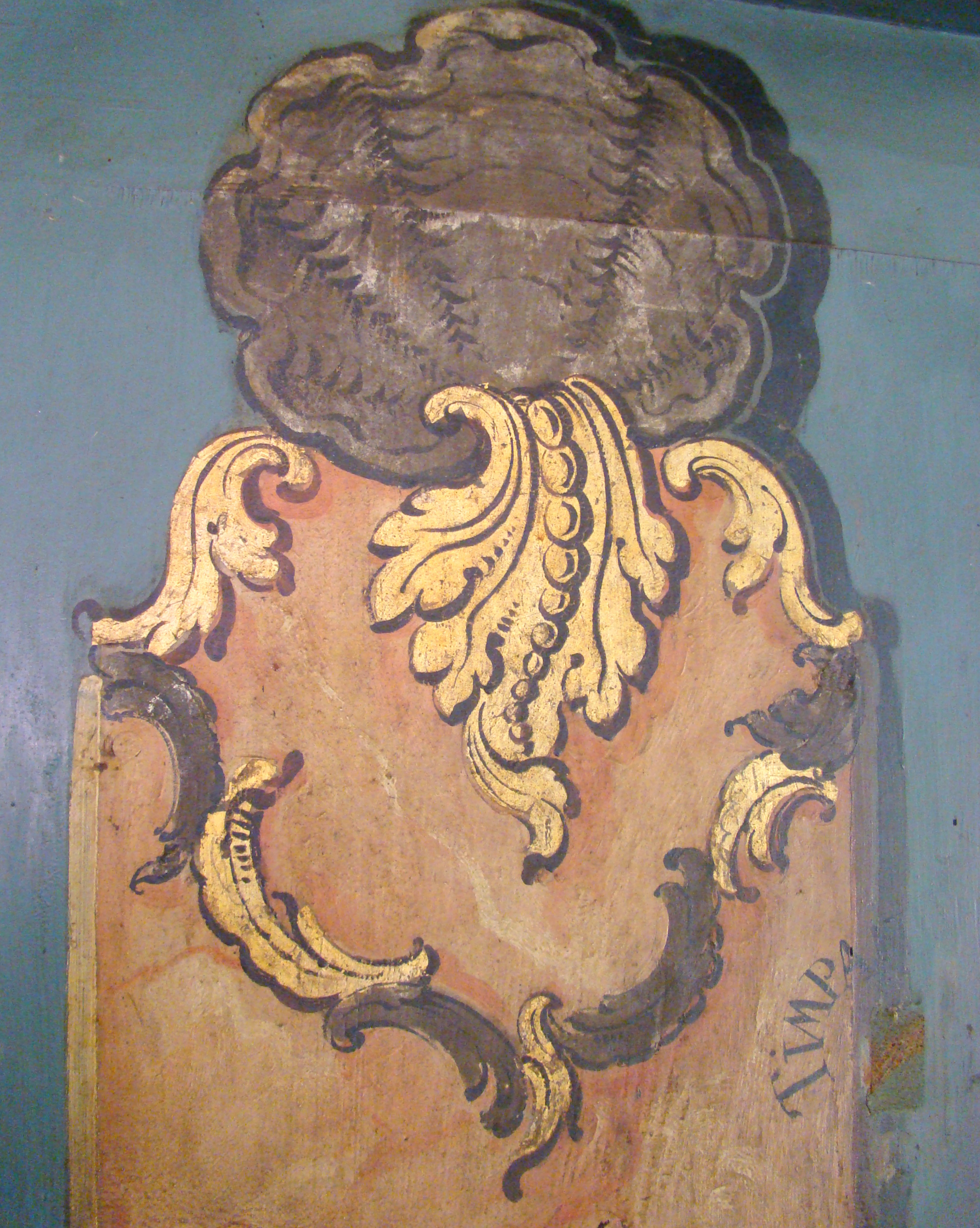
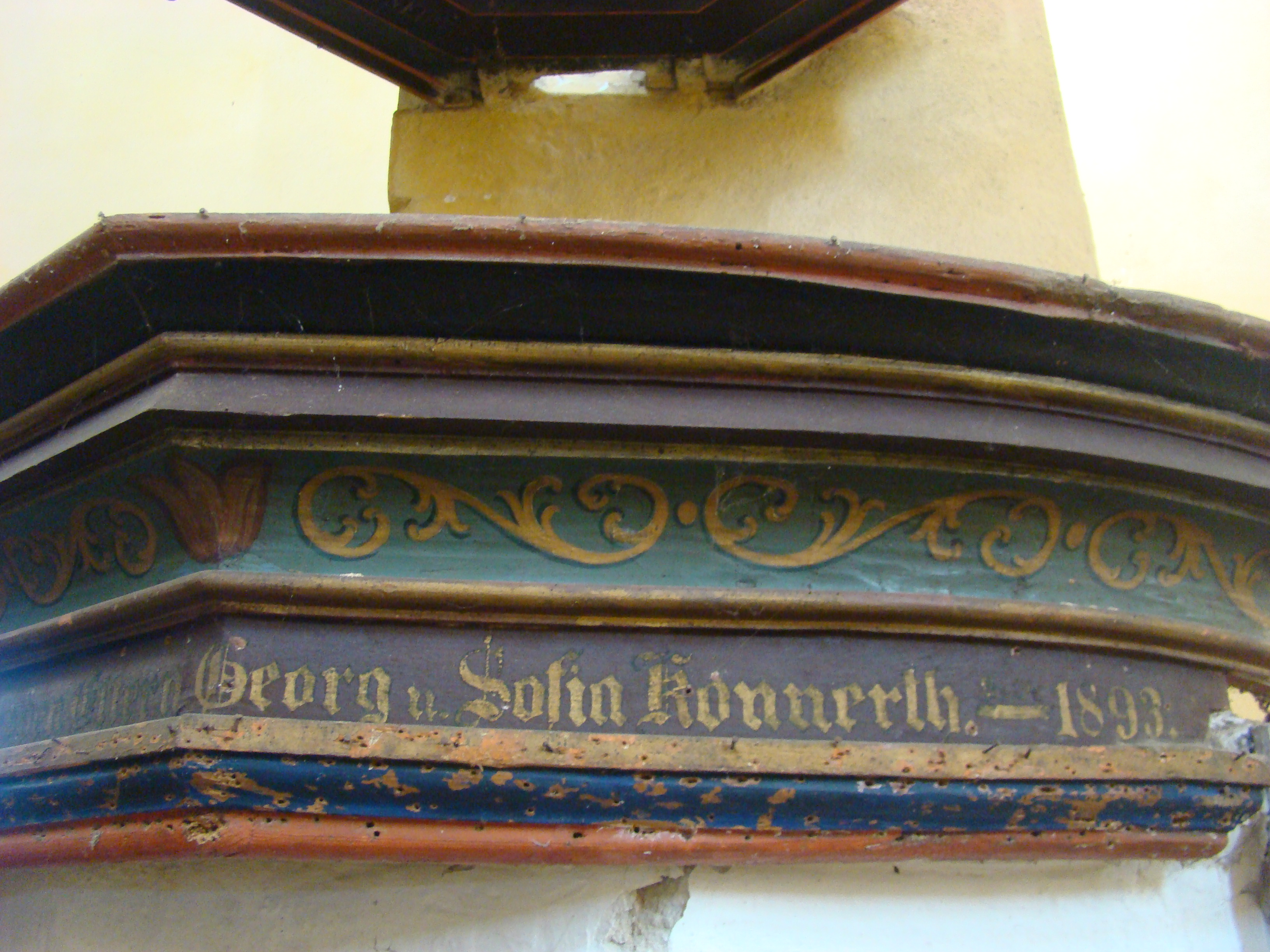
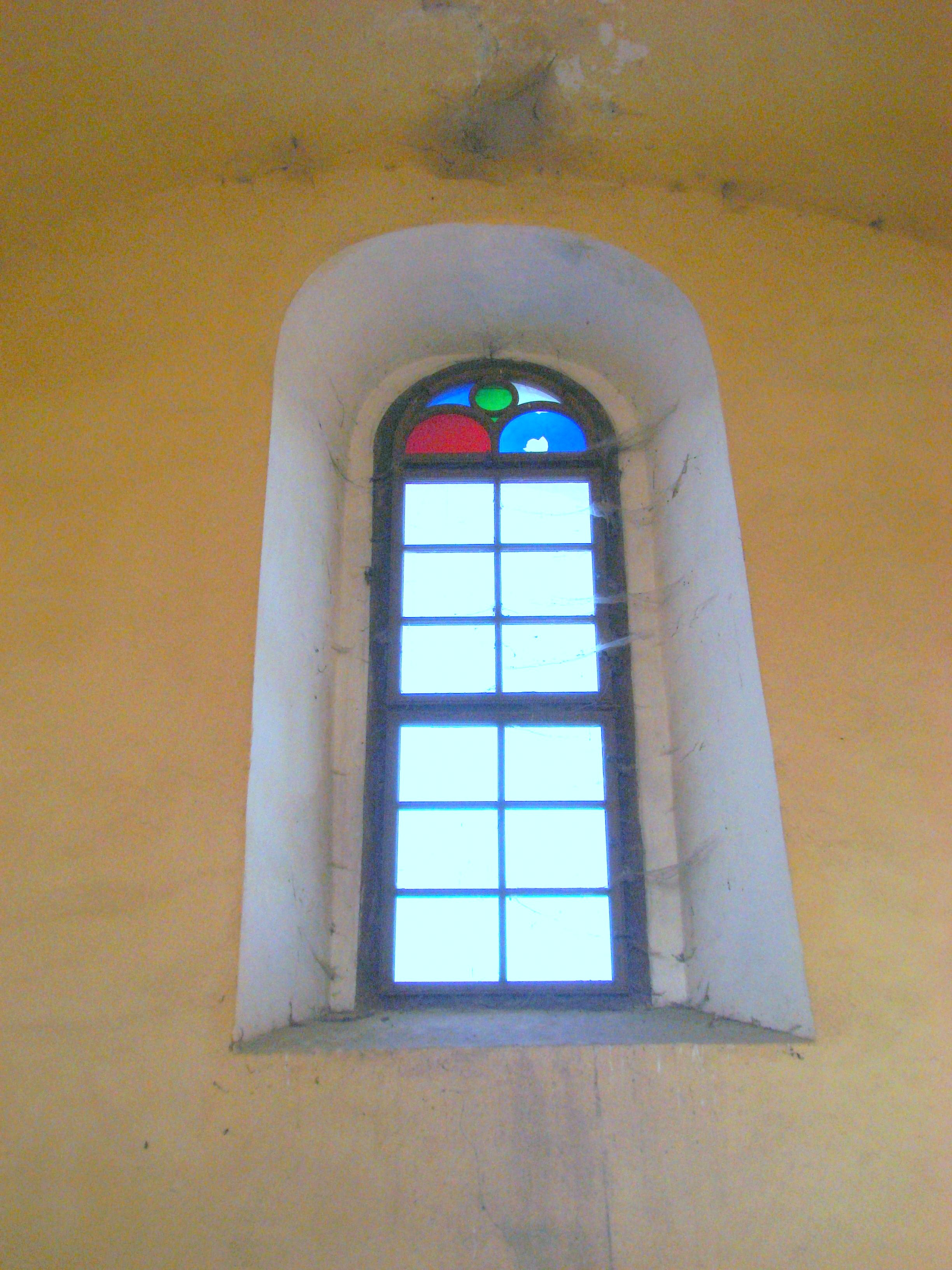
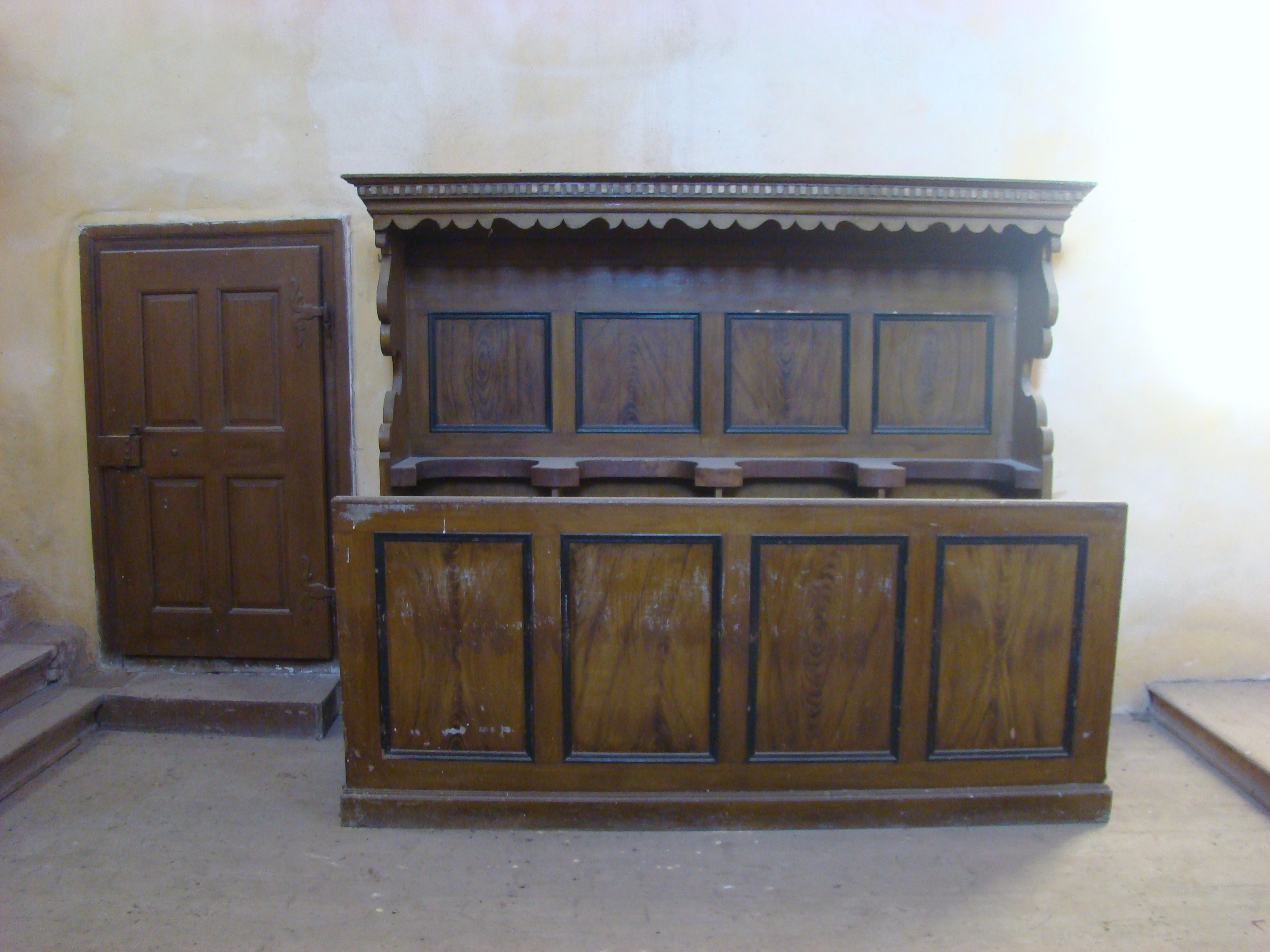
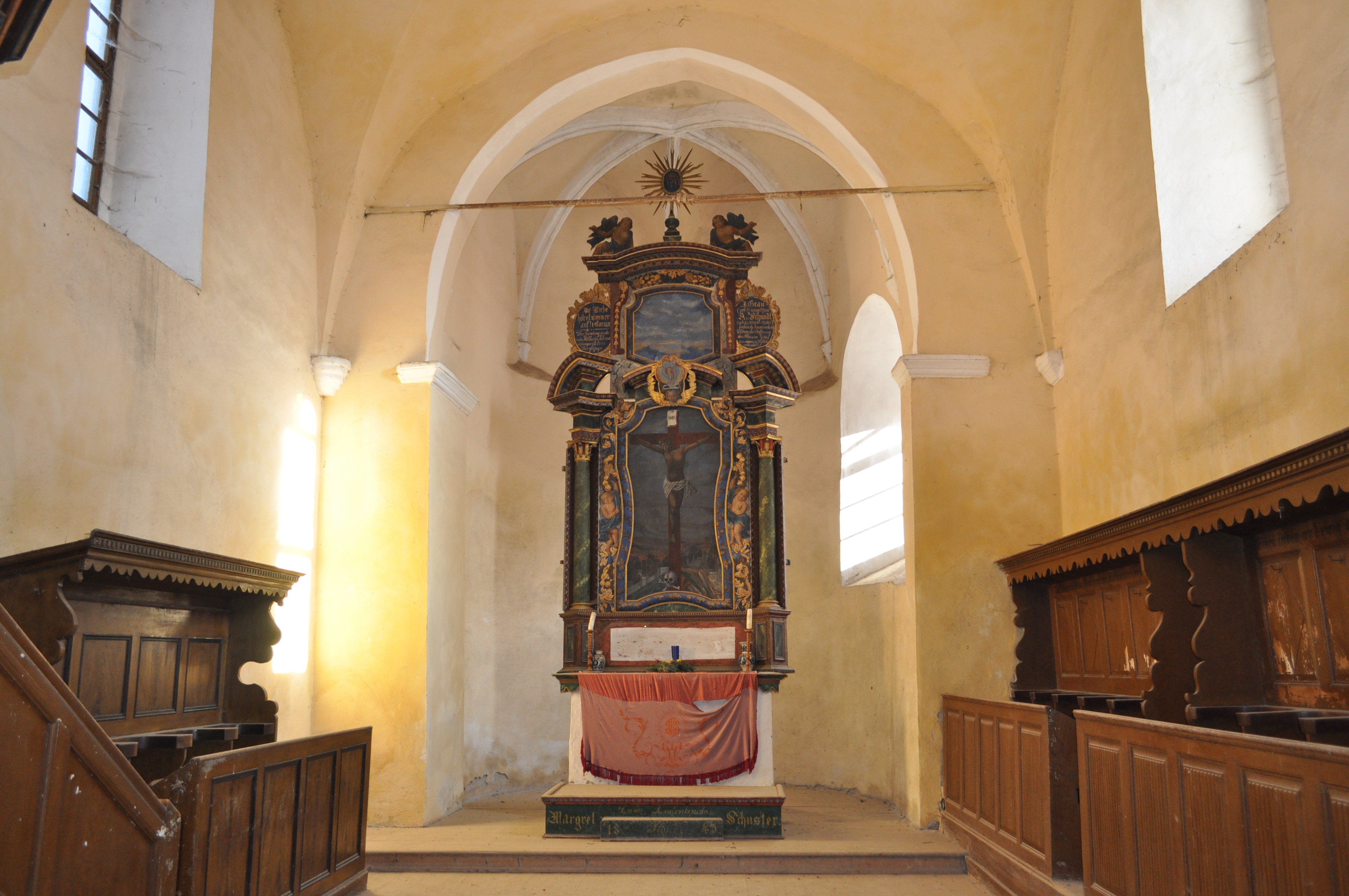
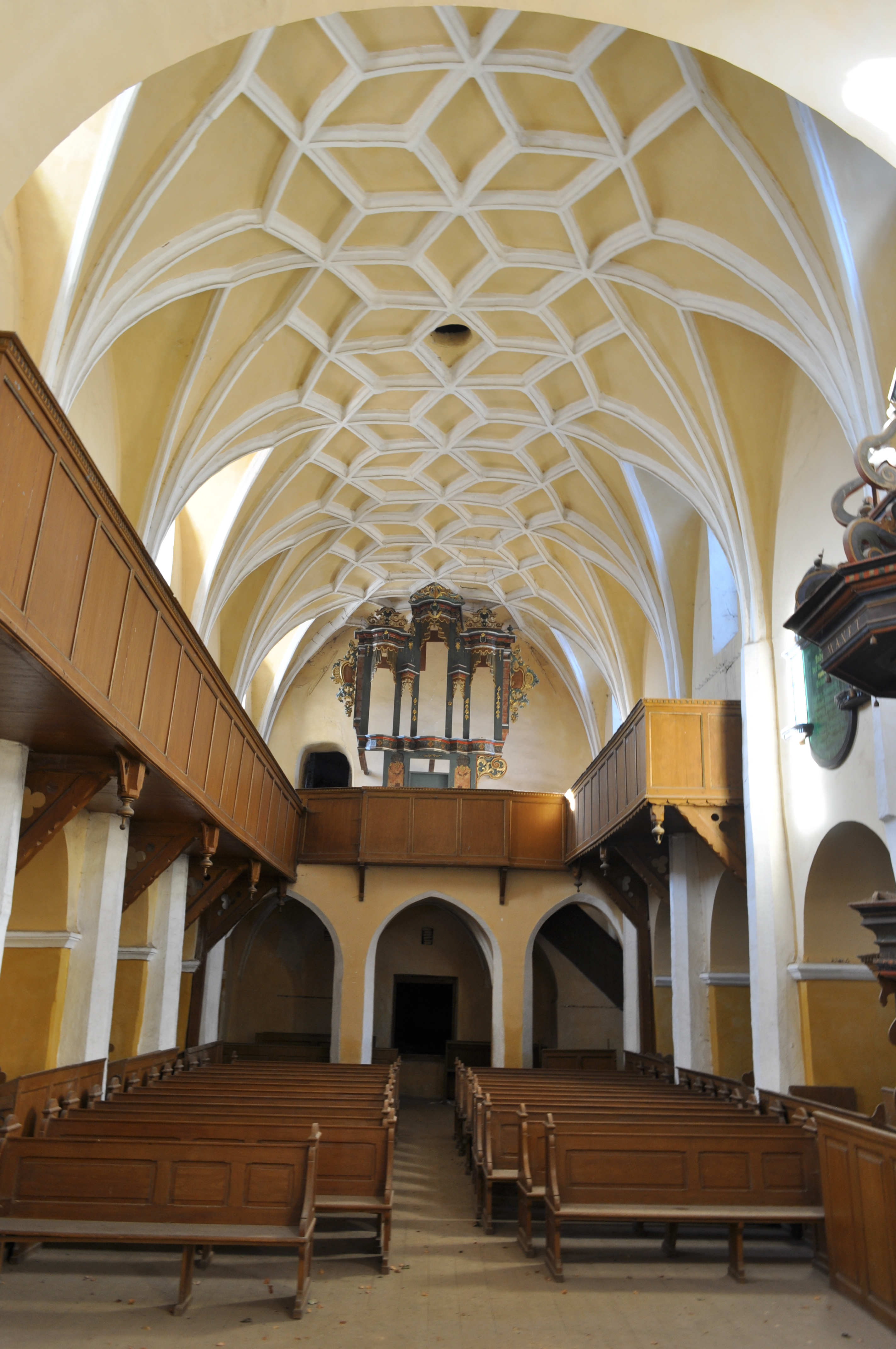
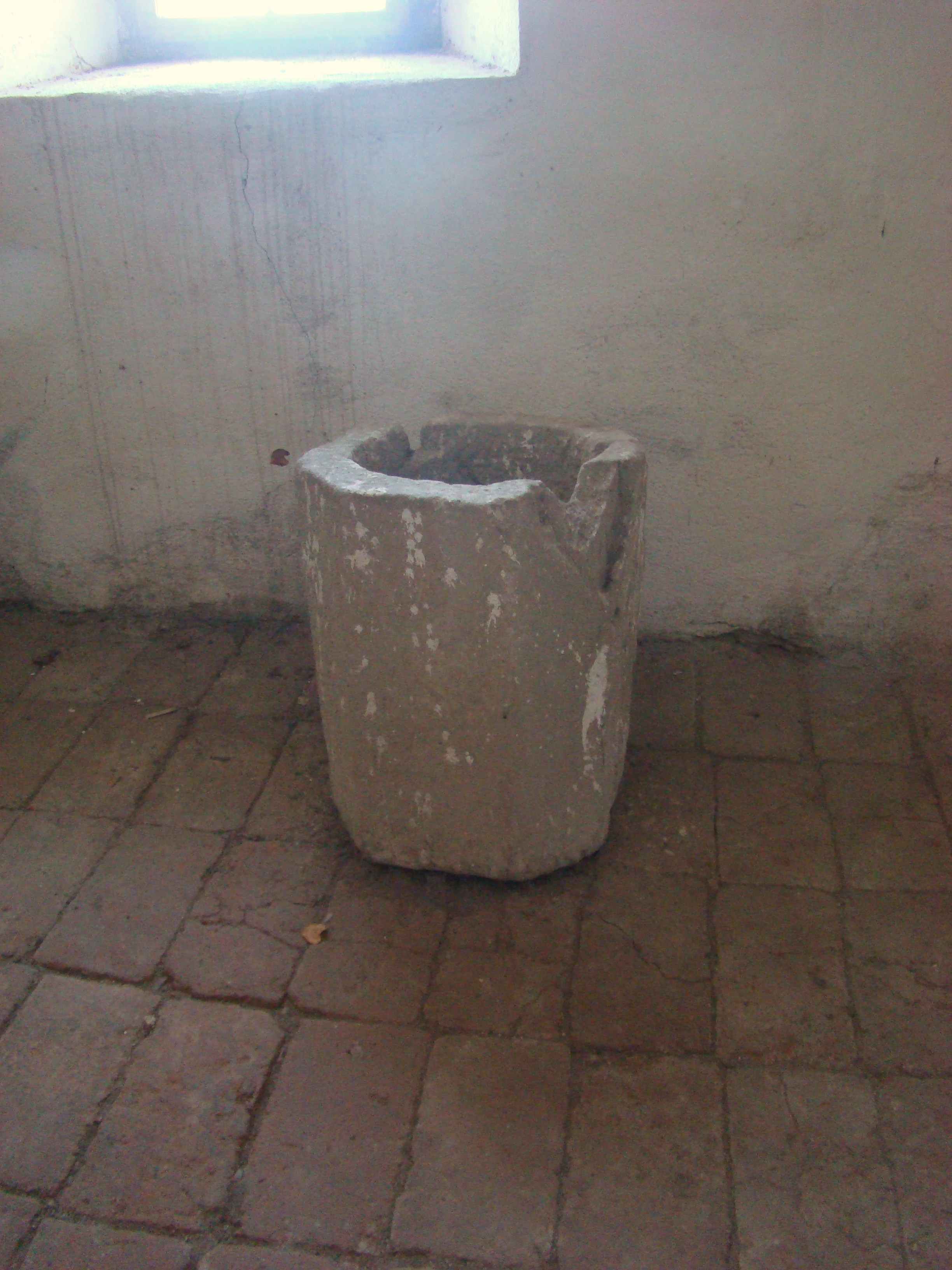
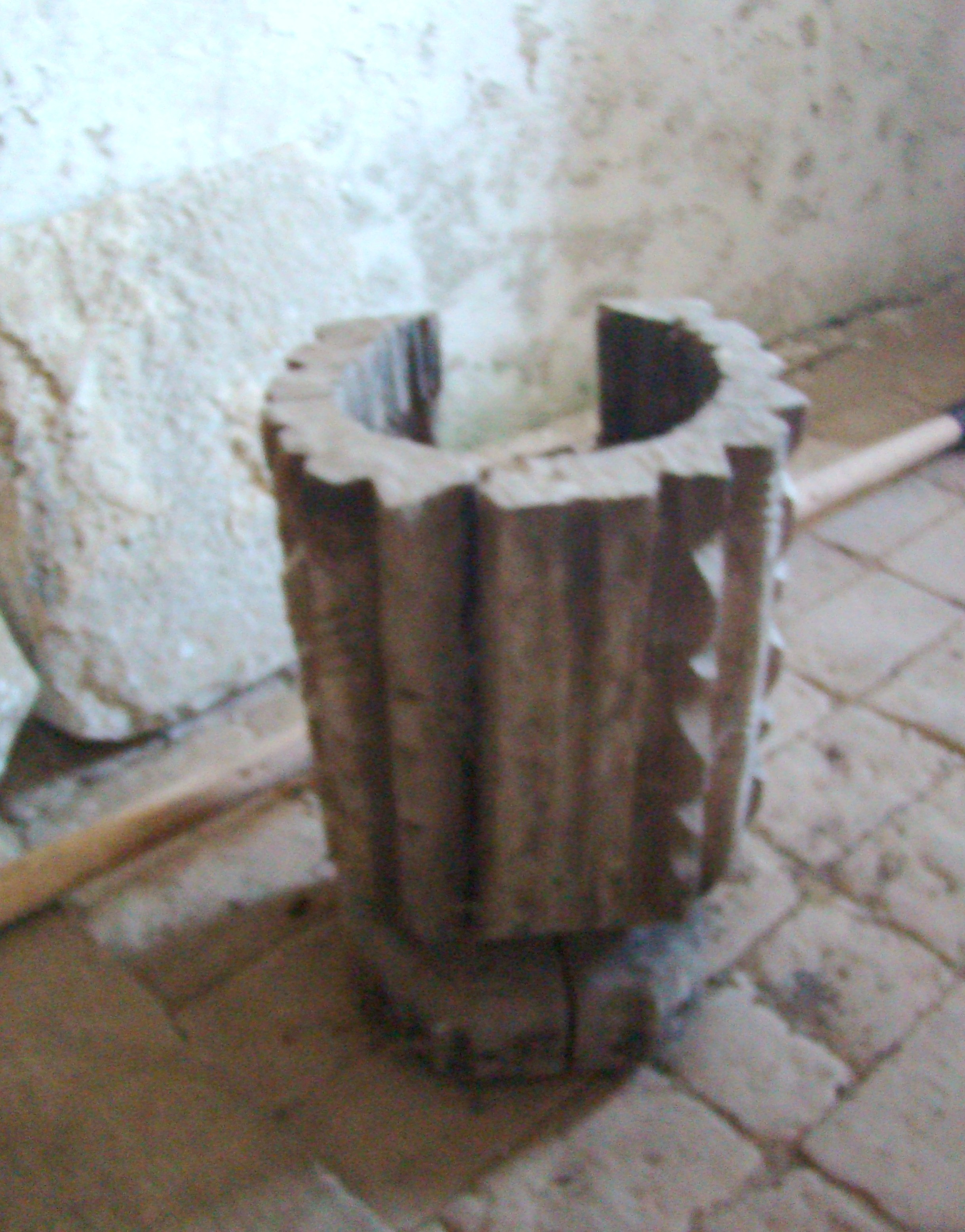
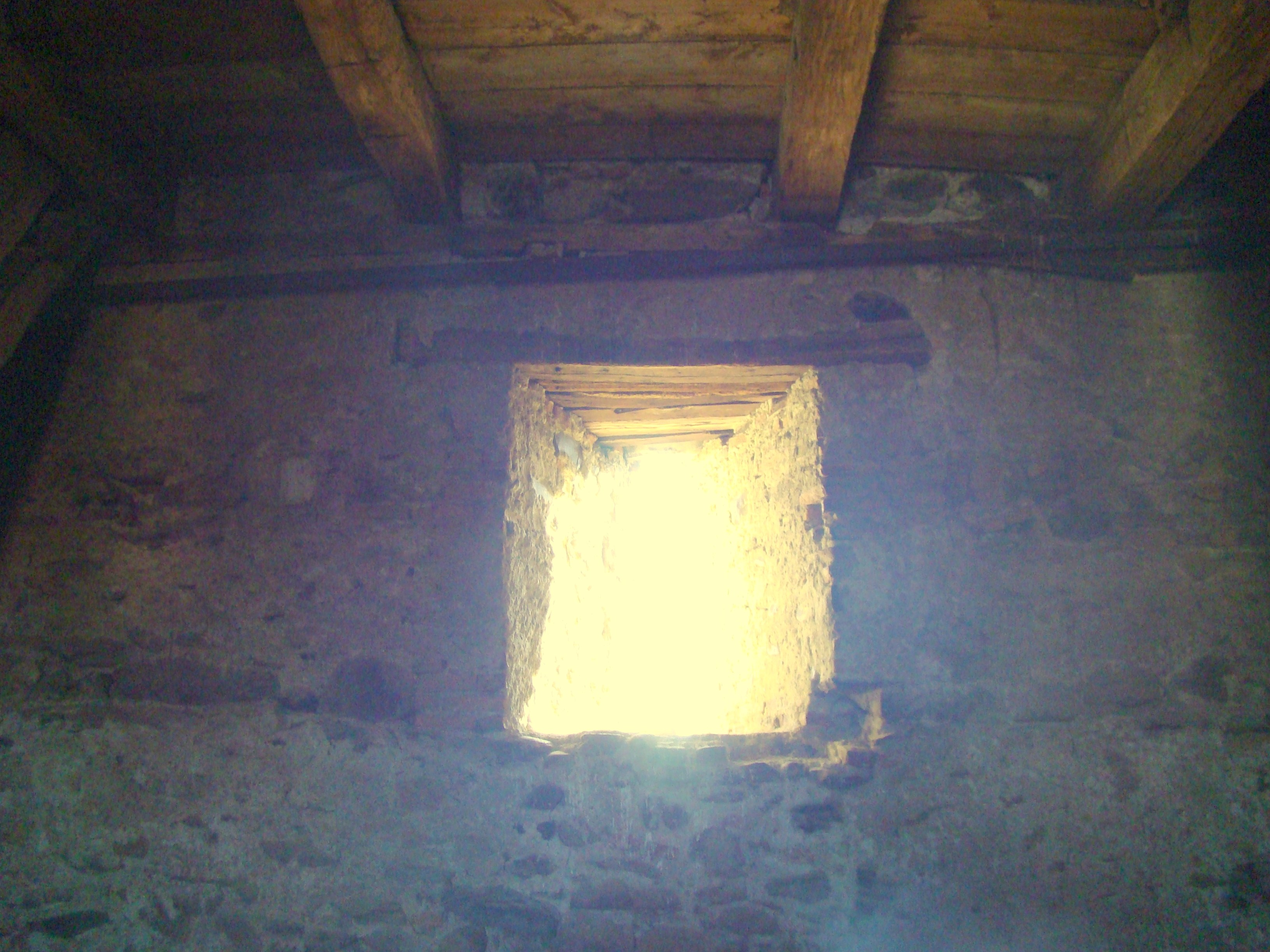
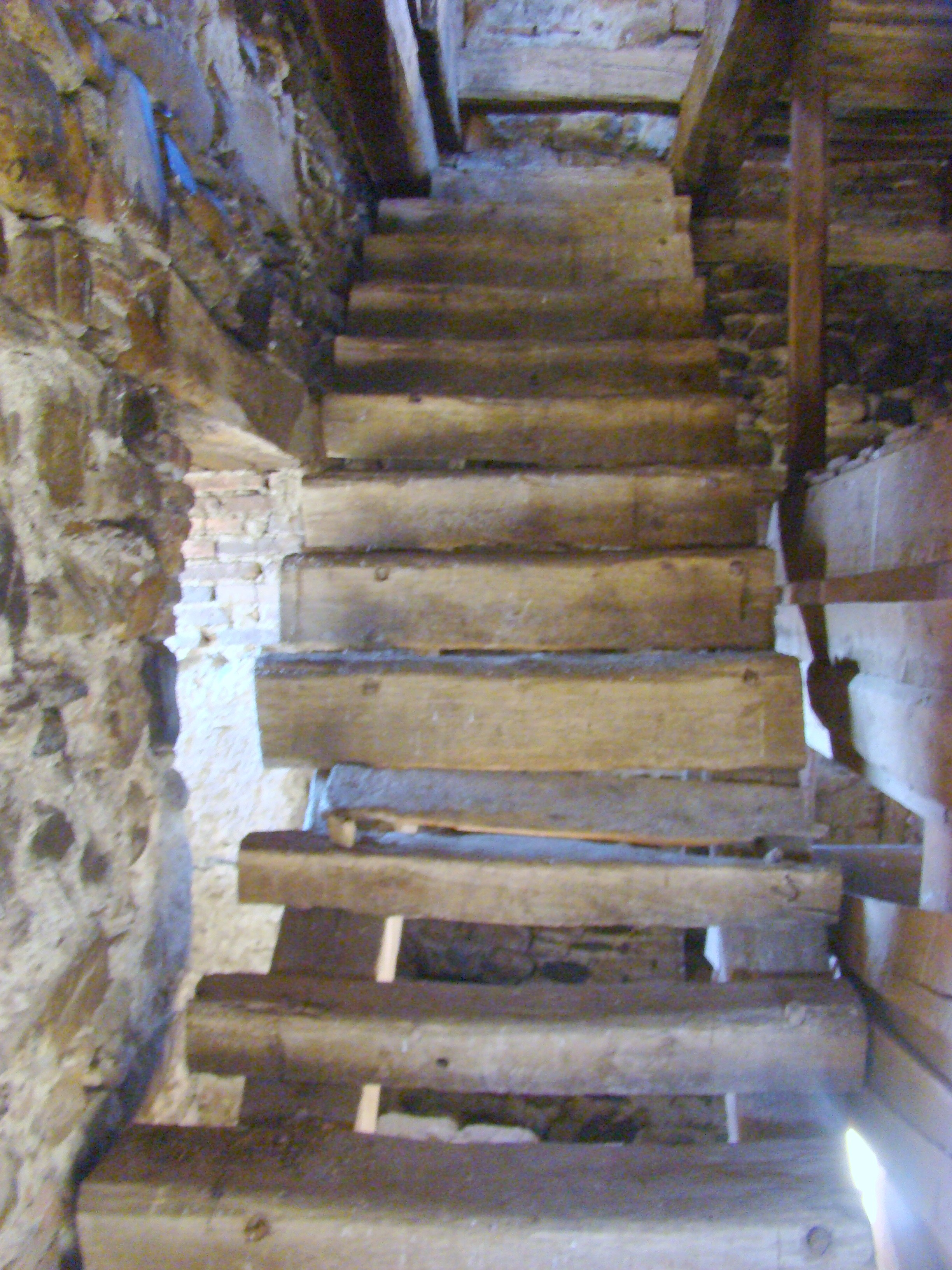
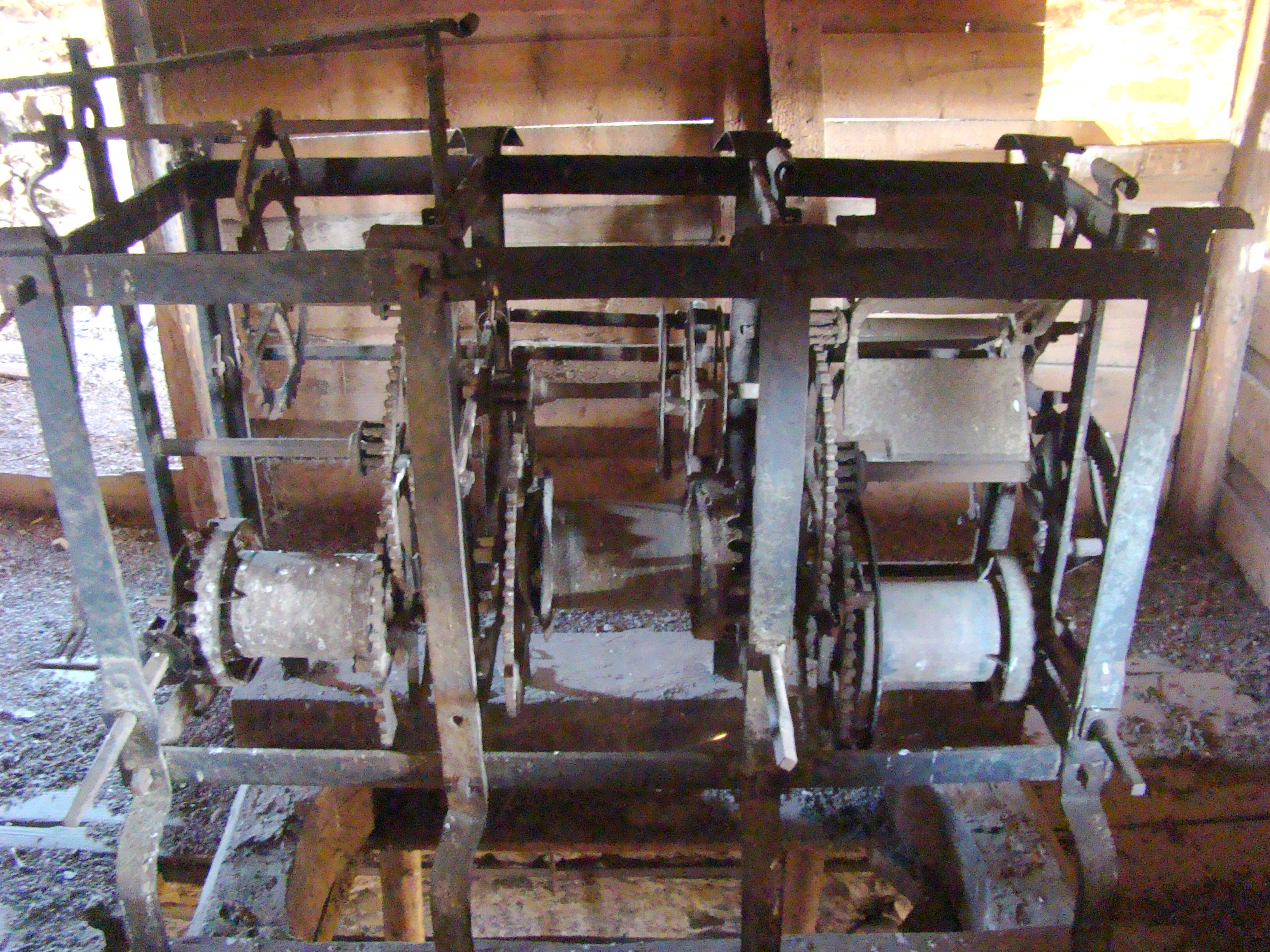
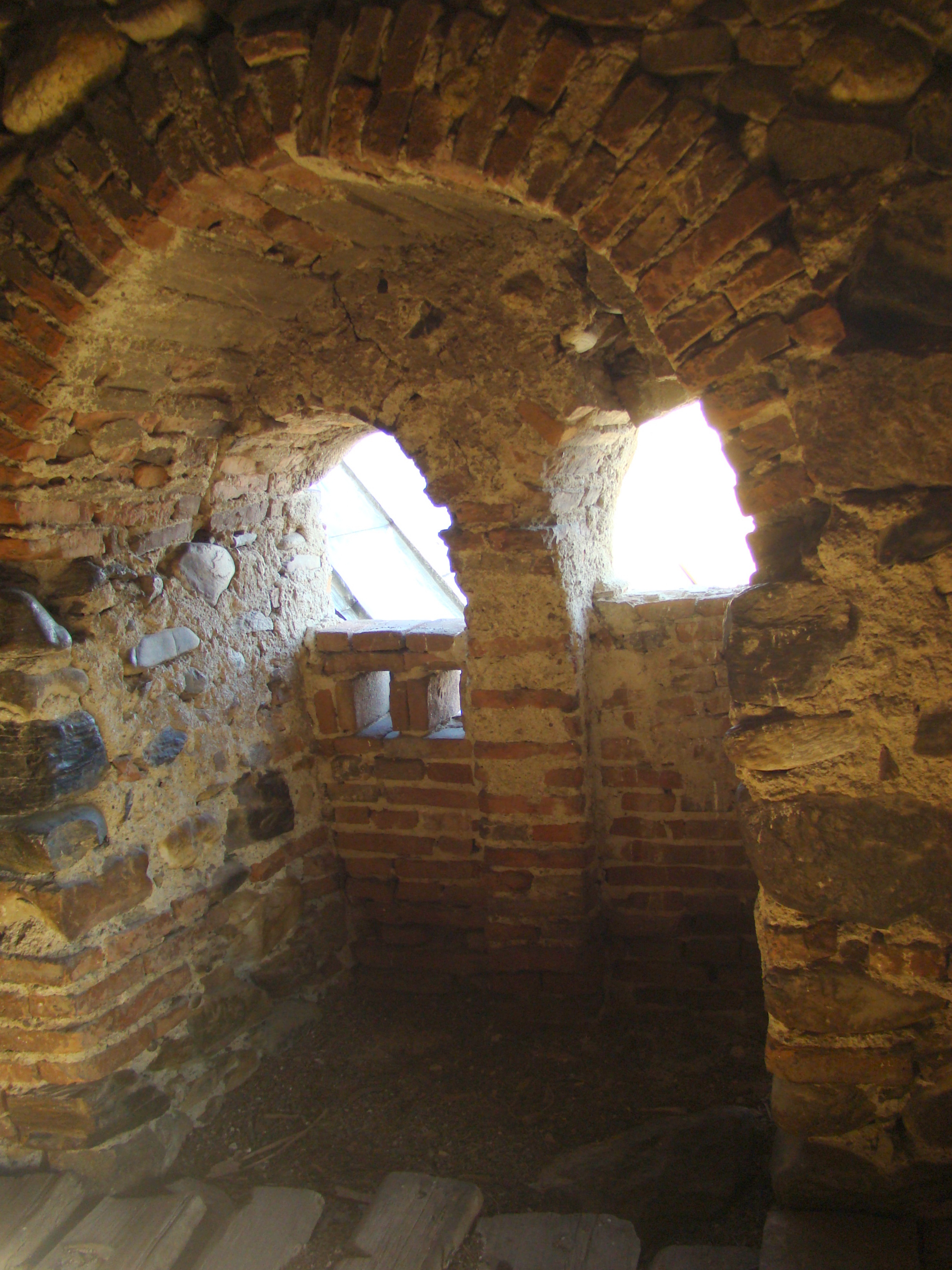
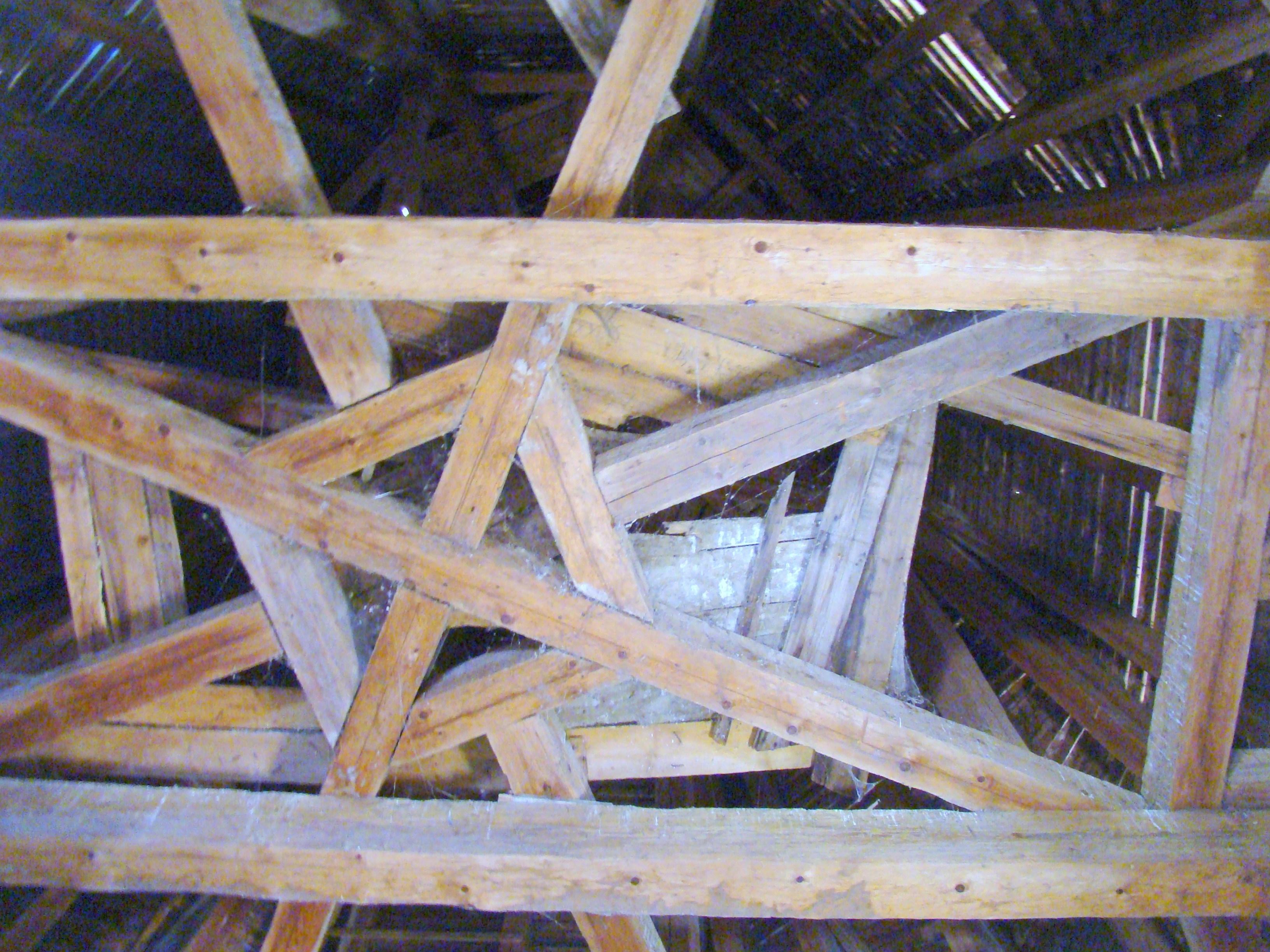
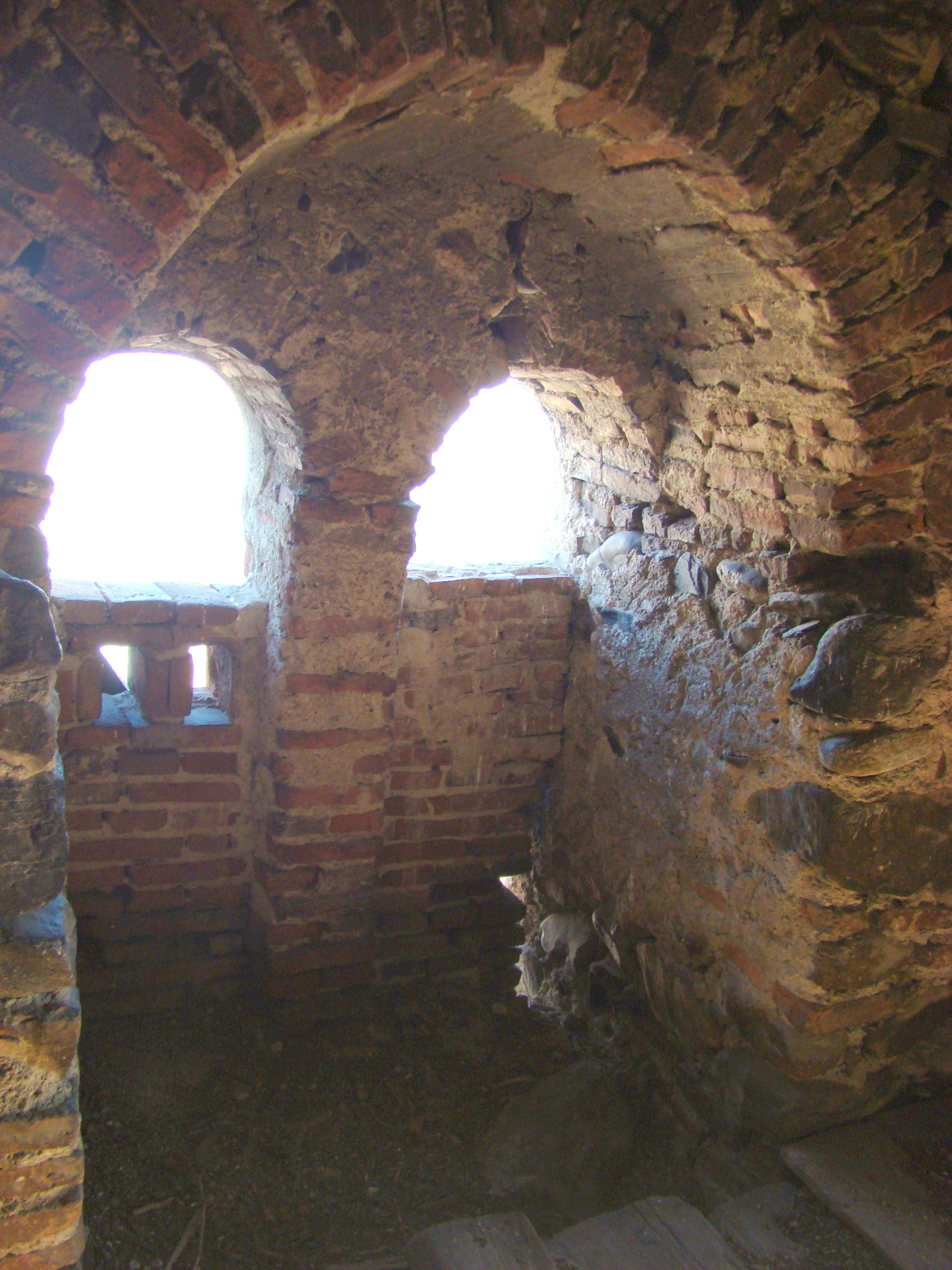
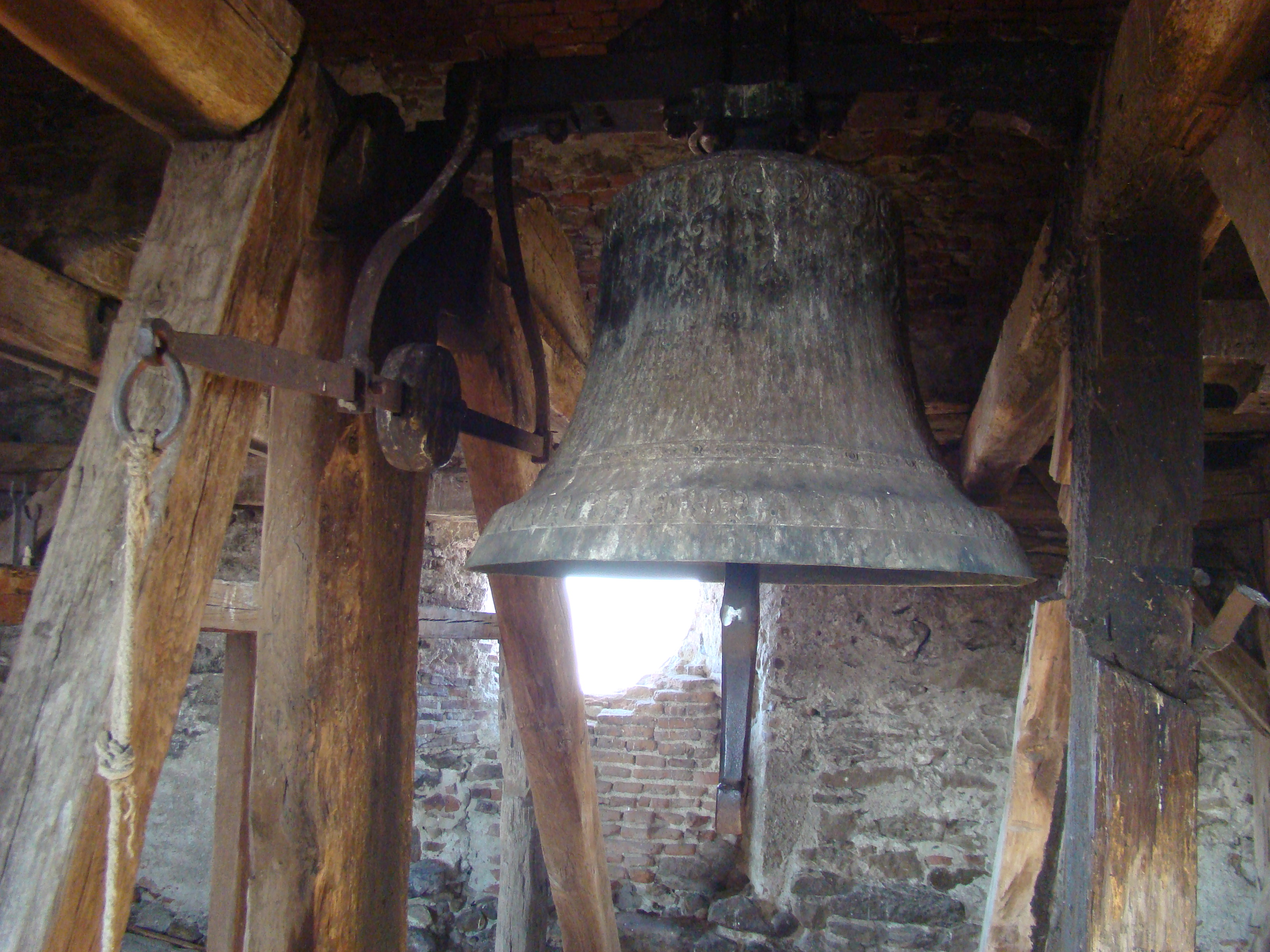
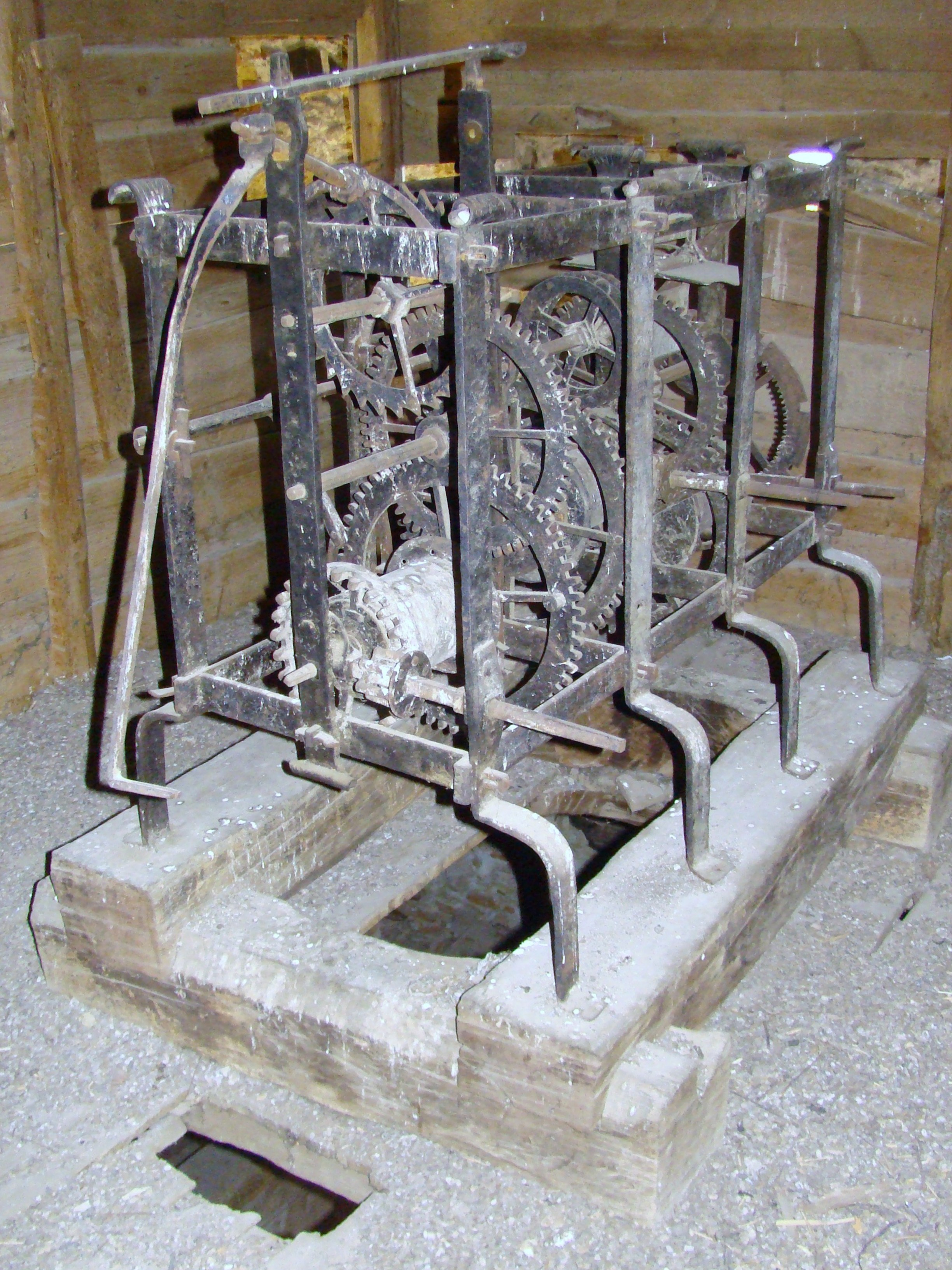
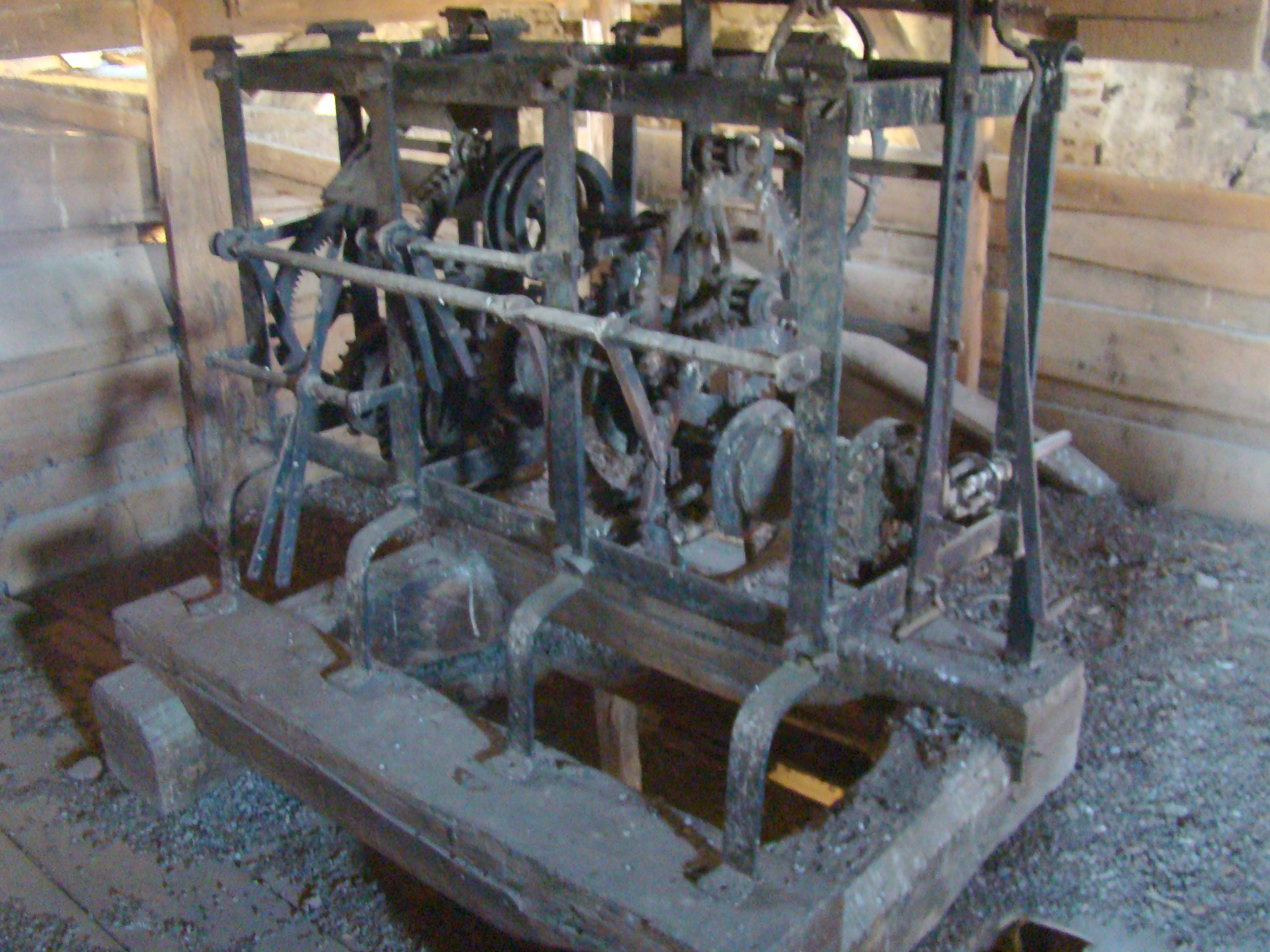
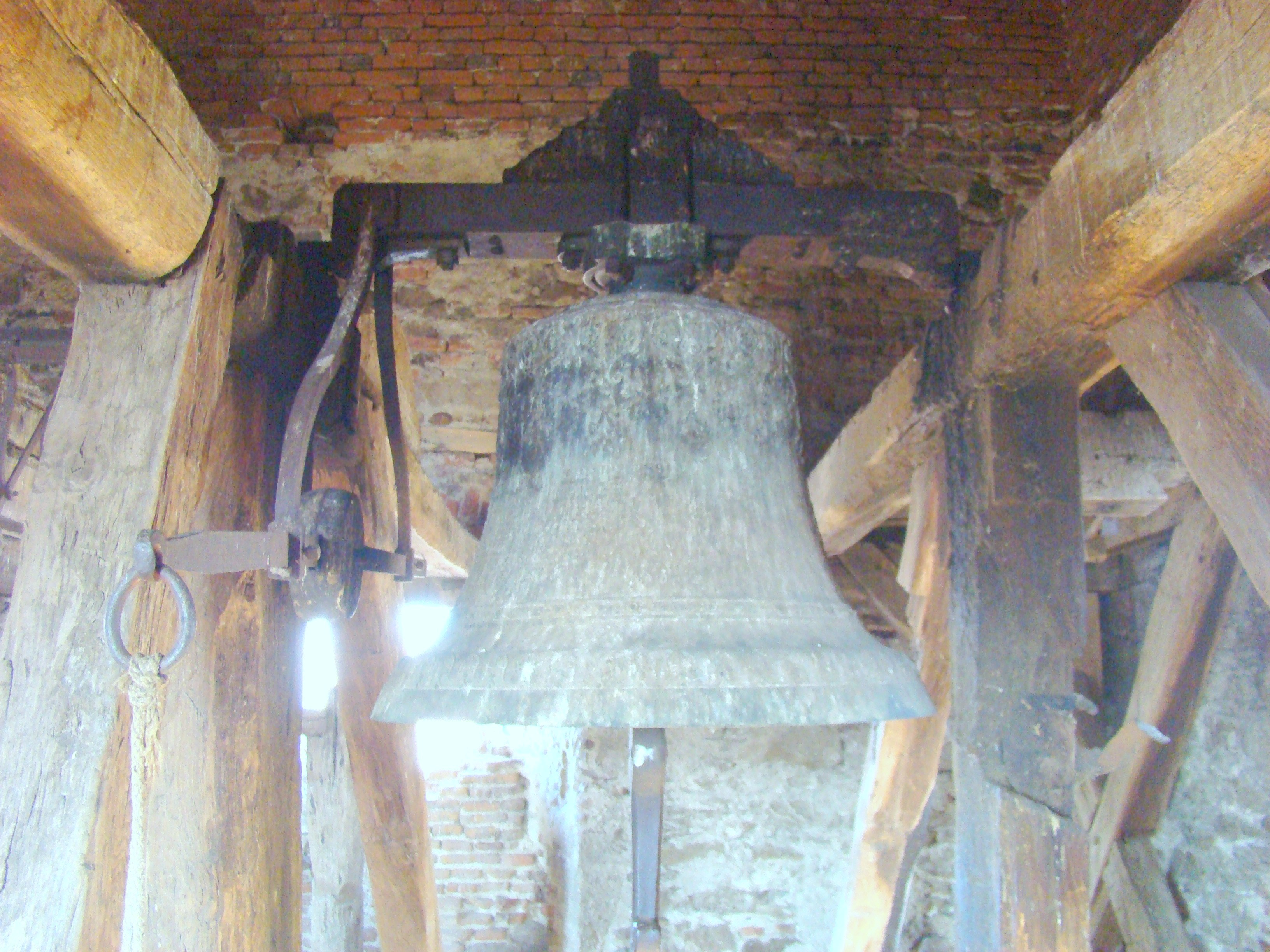